# Japanische Militärfahrzeuge des Zweiten Weltkrieges
Diese Liste enthält eine Aufzählung der von den Streitkräften des Japanischen Kaiserreiches während des Zweiten Weltkriegs eingesetzten Militärfahrzeuge.

## Gepanzerte Fahrzeuge

### Panzerwagen
| Bezeichnung                 | Baujahre | Stückzahl |
| --------------------------- | -------- | --------- |
| Wolseley-Panzerwagen        |          |           |
| Austin-Panzerwagen          | 1919     | 6         |
| Panzerwagen Typ 87          | 1925     | 12        |
| Breitspur-Triebwagen Typ 91 |          | ca. 1.000 |
| Panzerwagen Typ 92 Chiyoda  |          | 200       |
| Panzerwagen Typ 92 Osaka    |          |           |
| Panzerwagen Typ 93          |          | 5 bis 50  |

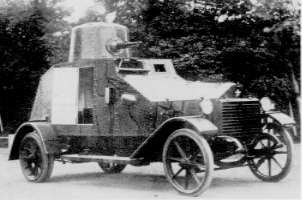
Wolseley-Panzerwagen
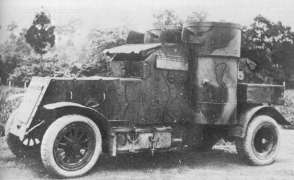
Austin-Panzerwagen
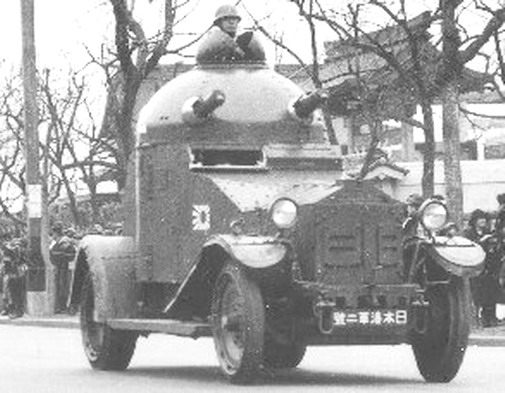
Panzerwagen Typ 87 (Vickers-Crossley M25)
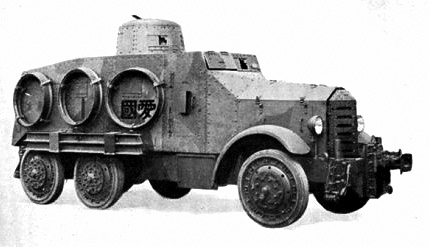
Breitspur-Triebwagen Typ 91 (Sumida M.2593)
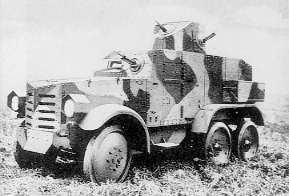
Panzerwagen Typ 92 Chiyoda
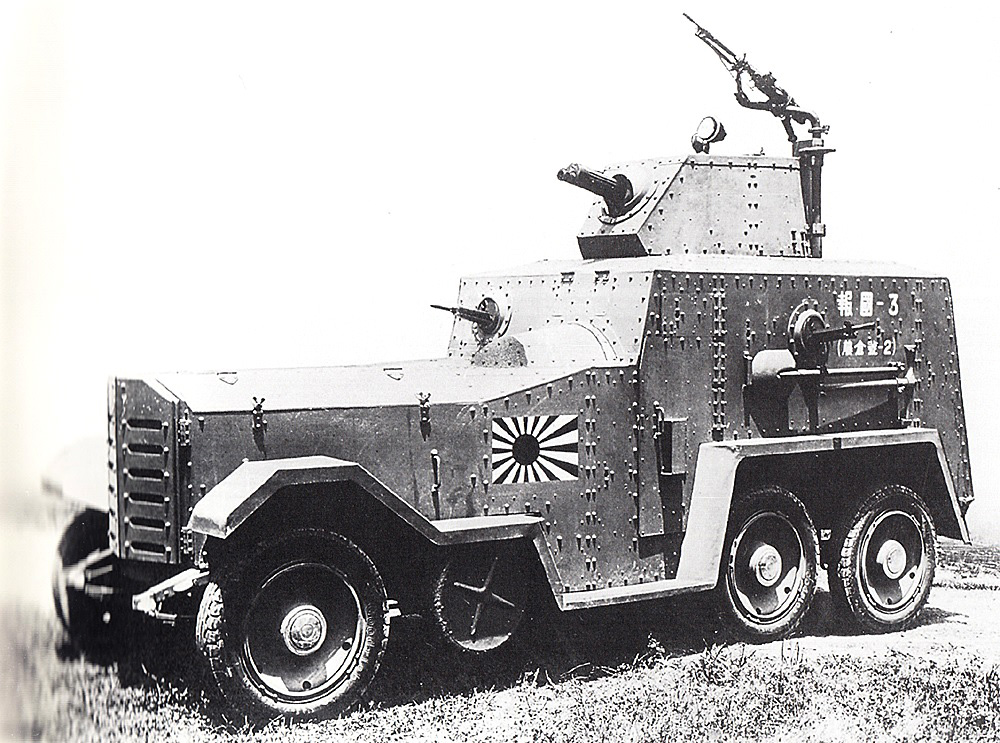
Panzerwagen Typ 93

### Tanketten
| Bezeichnung       | Baujahre | Stückzahl |
| ----------------- | -------- | --------- |
| Typ 6 Kijūsha     |          |           |
| Typ 92 Jū-Sōkōsha | 1933–36  | 167       |
| Typ 94 TK         | 1935–40  | 823       |
| Typ 97 Te-Ke      | 1937–44  | 2.157     |

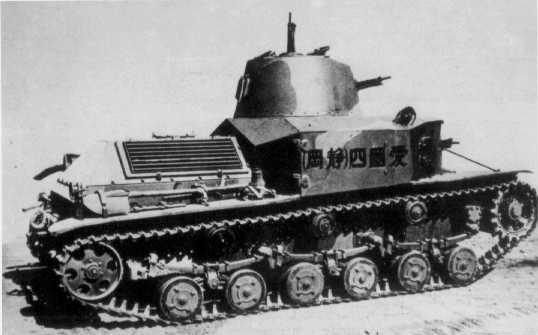
Typ 92 Jū Sōkōsha
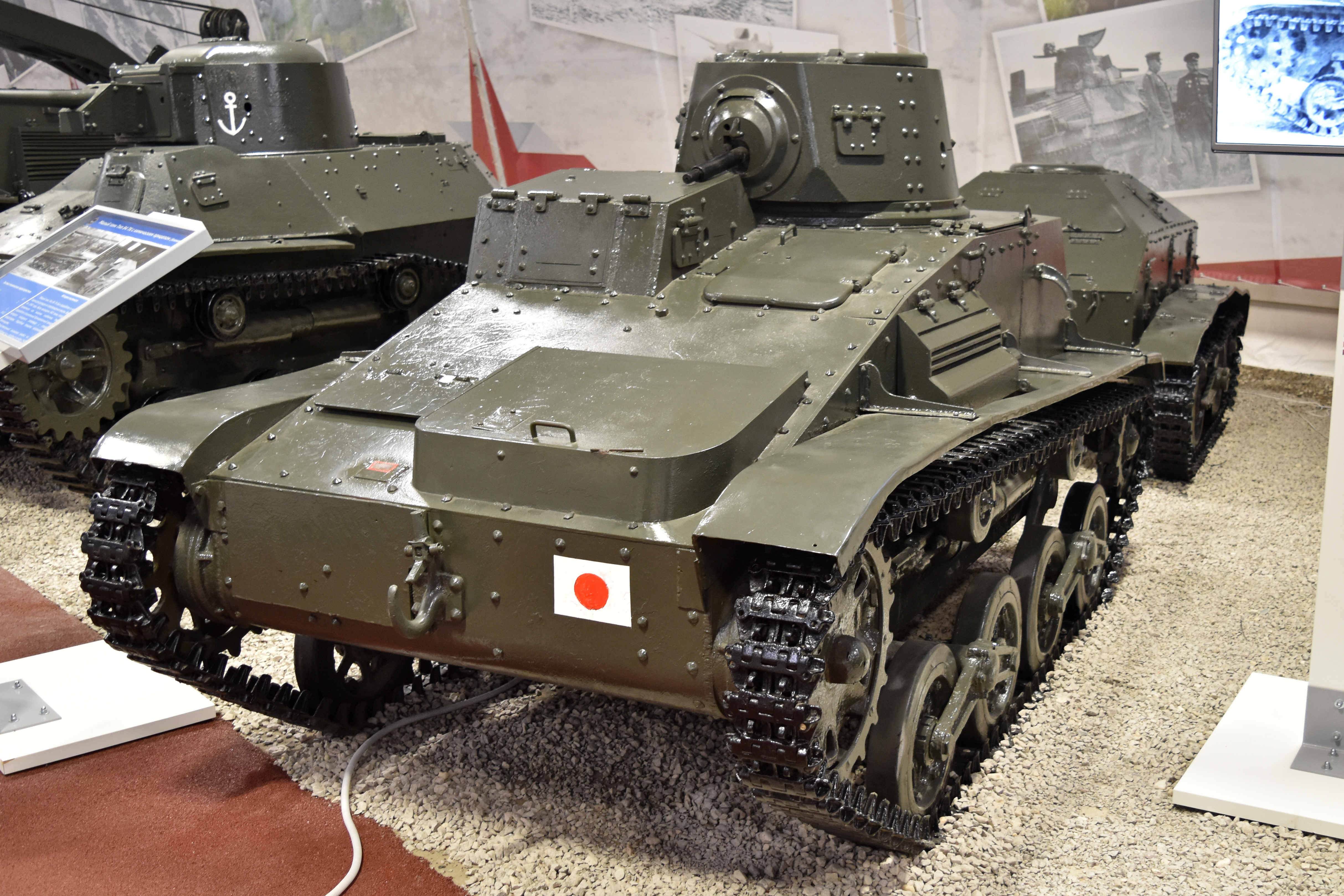
Typ 94 Te-Ke
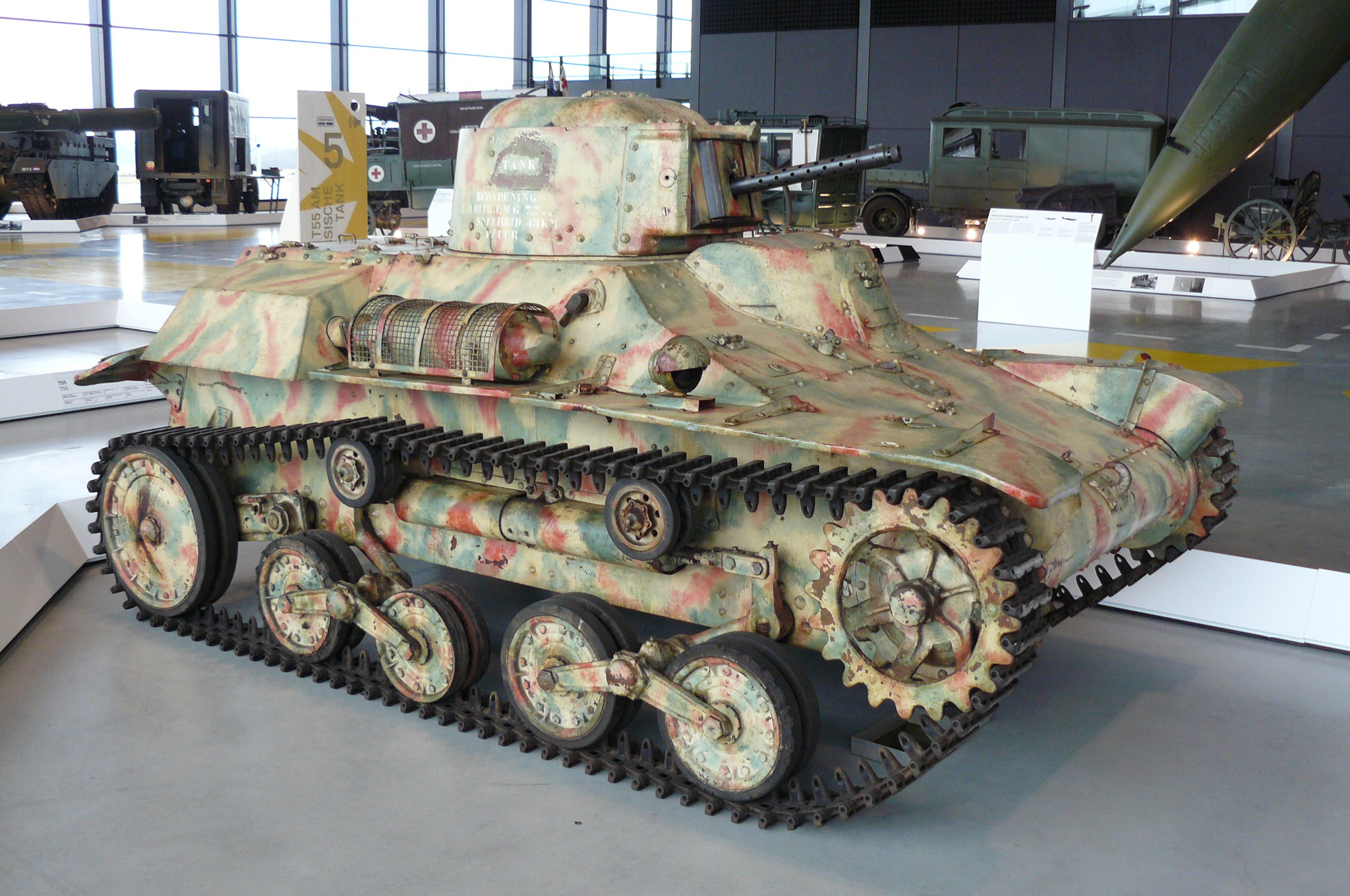
Typ 97 Te-Ke

### Leichte Panzer
| Bezeichnung                | Baujahre | Stückzahl                       |
| -------------------------- | -------- | ------------------------------- |
| Kō-gata                    | ca. 1919 | 13                              |
| Saint-Charmond modèle 1921 | ca. 1924 | 1                               |
| Fiat 3000                  | ca. 1928 | 2                               |
| Ōtsu-gata                  | ca. 1929 | 10                              |
| Typ 95 Ha-Gō               | 1934–43  | 2.302                           |
| Typ 98 Ke-Ni               | 1941–43  | 104                             |
| Typ 2 Ke-To                | 1944–45  | 34                              |
| Typ 3 Ke-Ri                | 1944     | 1 Prototyp (Umbau Typ 95 Ha-Gō) |
| Typ 4 Ke-Nu                | 1944–45  | 100 (Umbau Typ 95 Ha-Gō)        |
| Typ 5 Ke-Ho                | 1942     | 1 Prototyp                      |

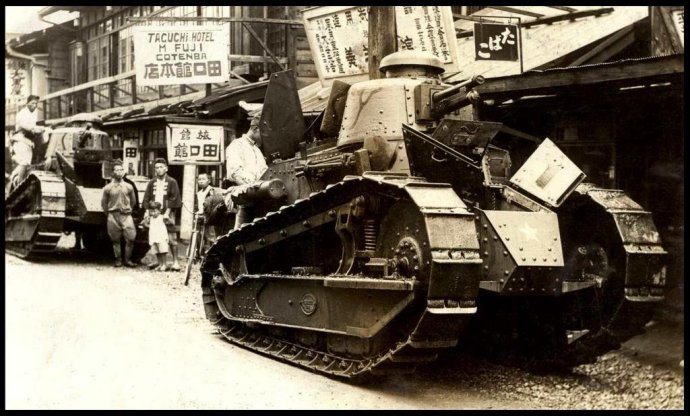
Zwei Kō-gata in Japan in den 1920ern
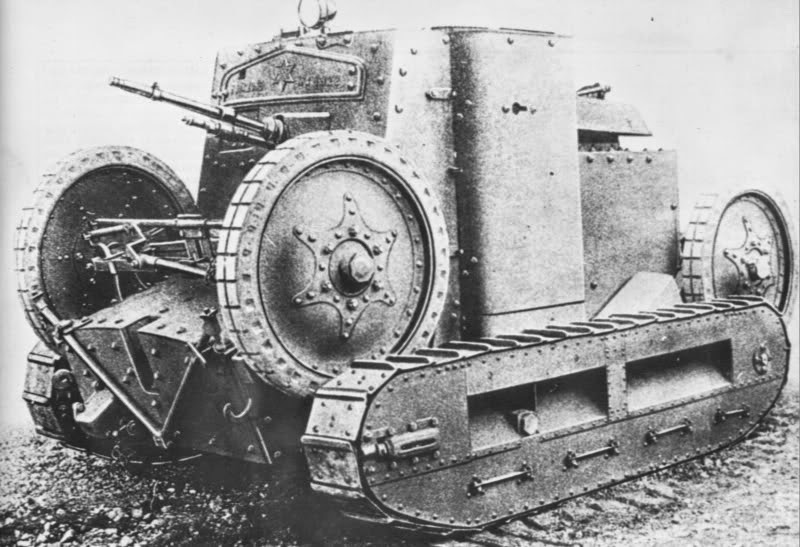
Saint-Charmond modèle 1921 (Beispielbild)
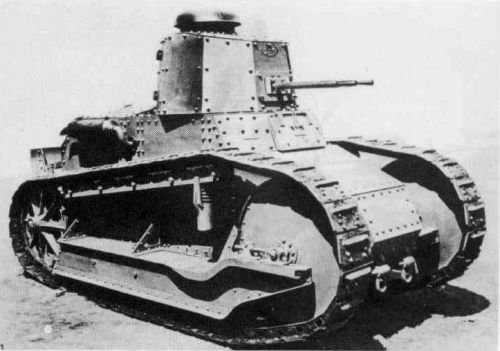
Fiat 3000 (Beispielbild)
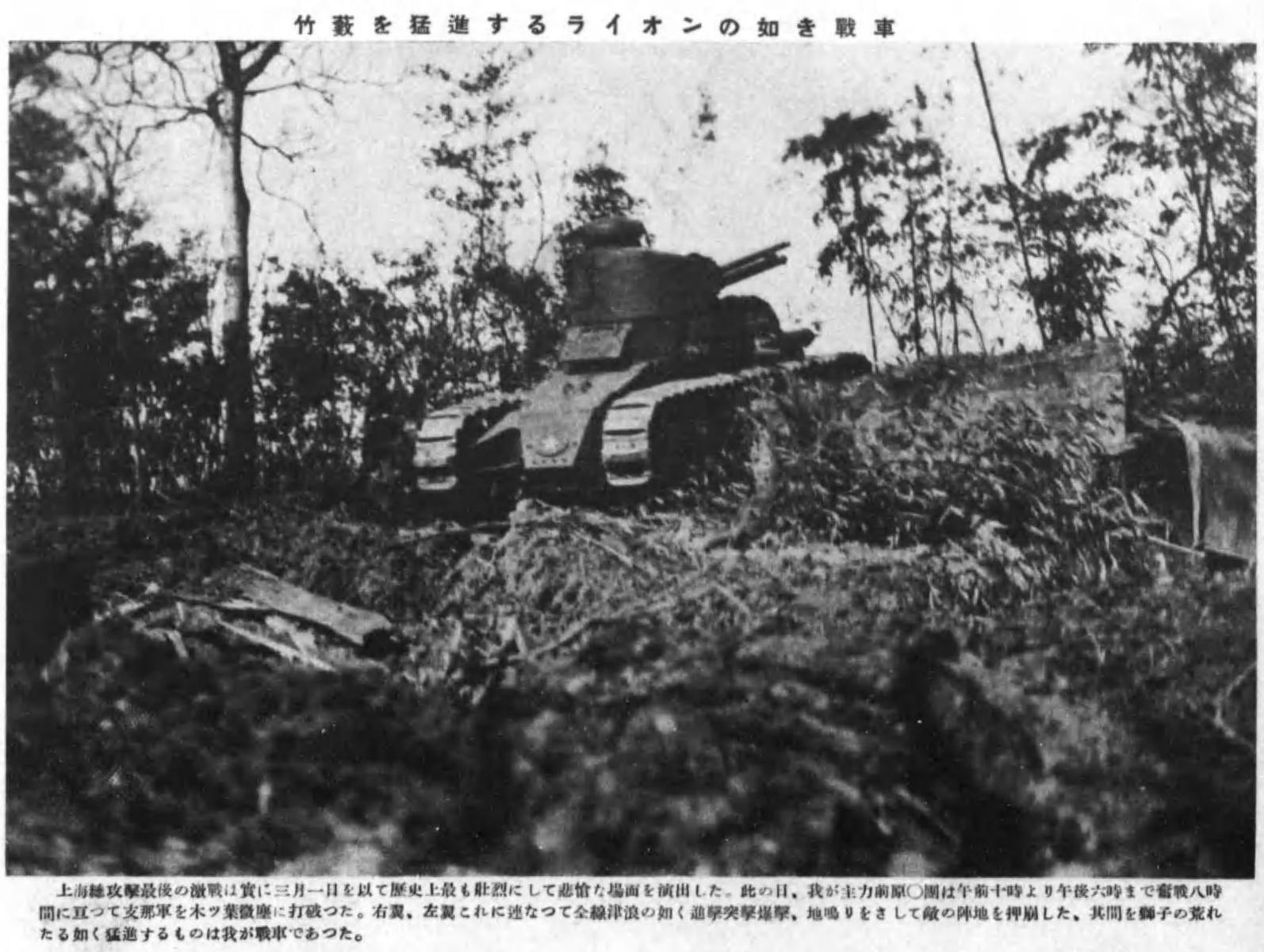
Ōtsu-gata
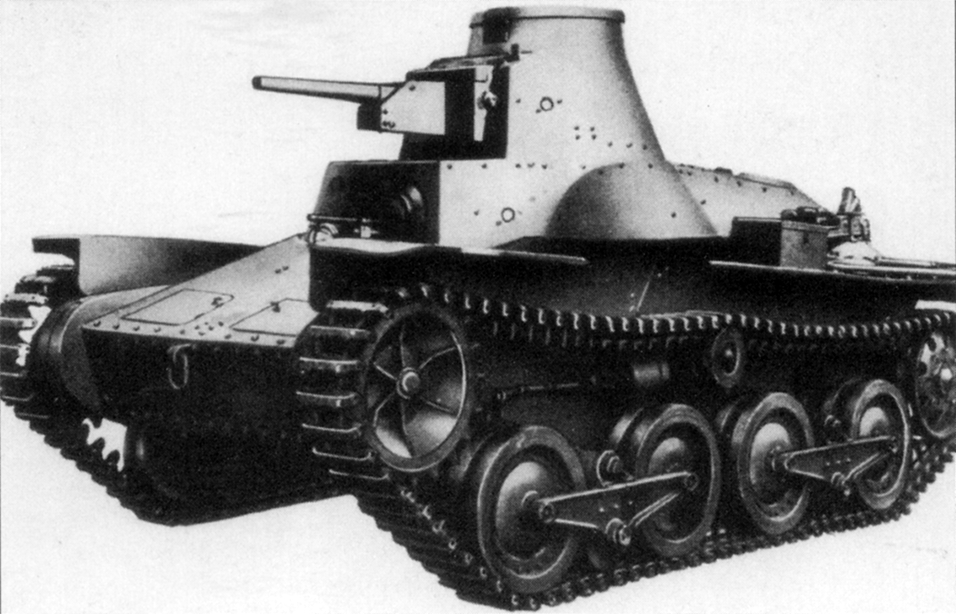
Typ 95 Ha-Gō
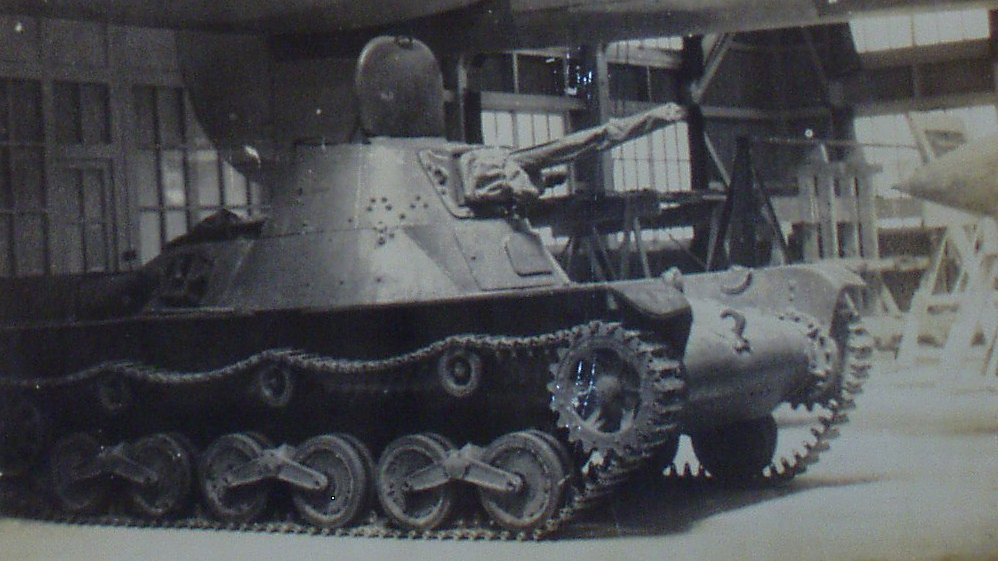
Typ 98 Ke-Ni
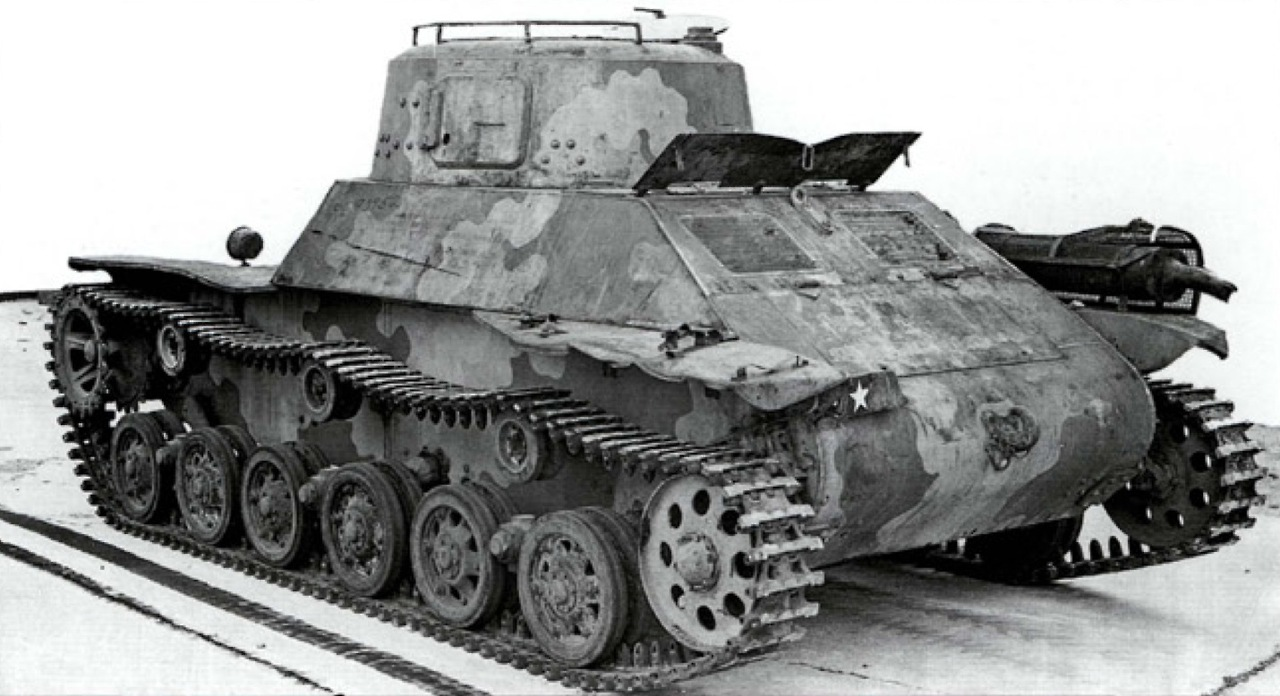
Typ 2 Ke-To
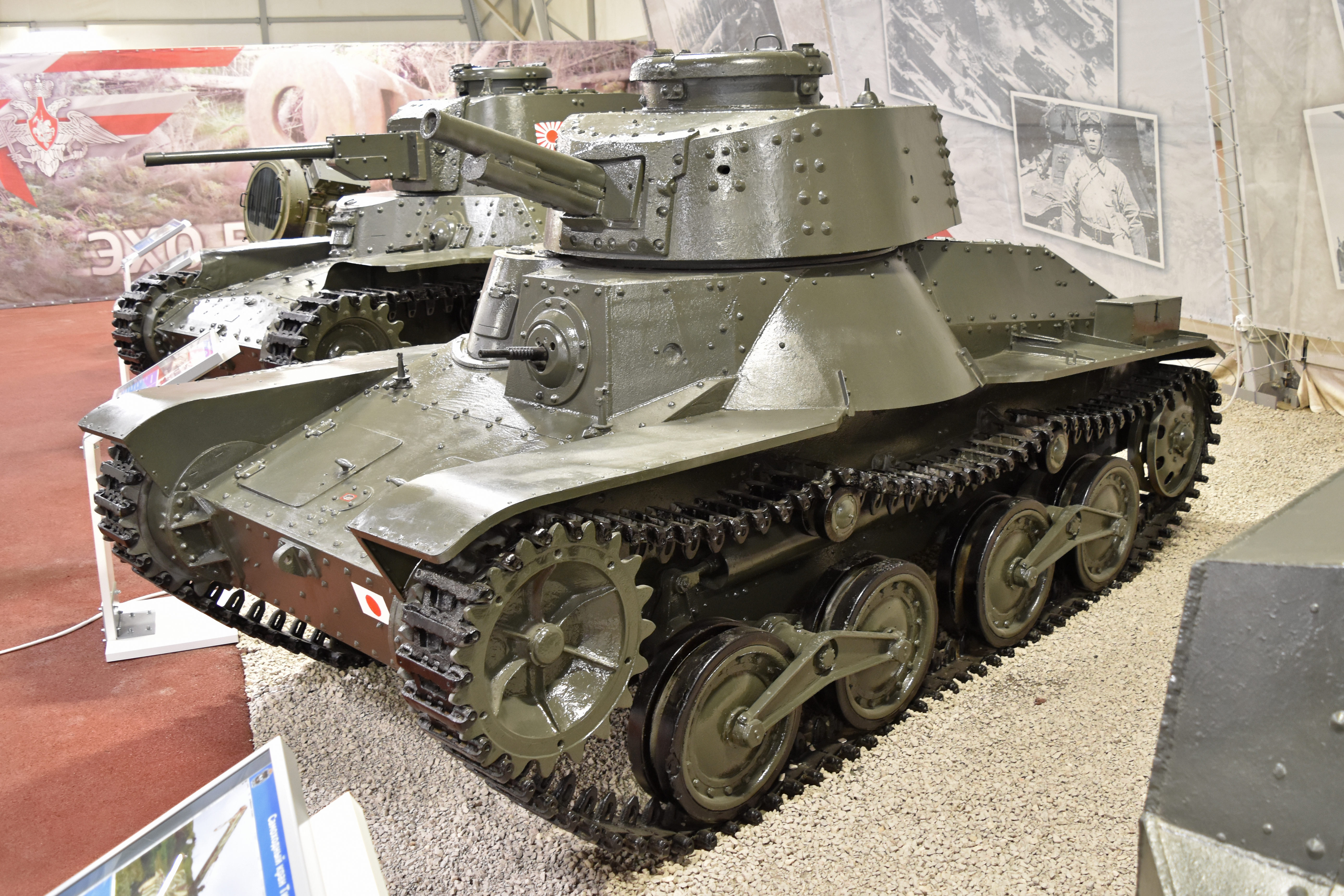
Typ 4 Ke-Nu
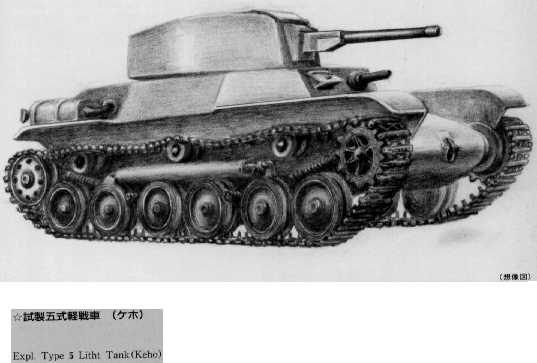
Typ 5 Ke-Ho

### Mittlere Panzer
| Bezeichnung            | Baujahre | Stückzahl    |
| ---------------------- | -------- | ------------ |
| Mark IV                | ca. 1918 | 1            |
| Mark A „Whippet“       | ca. 1919 | 6            |
| Typ 87 Chi-I           | 1926–27  | 1 Prototyp   |
| Typ 89 I-Gō            | 1931–39  | 404          |
| Typ 97 Chi-Ni          | 1936     | 1 Prototyp   |
| Typ 97 Chi-Ha          | 1938–42  | 1.162        |
| Typ 97 Shinhōtō Chi-Ha | 1942–43  | 930          |
| Typ 98 Chi-Ho          | 1940–41  | 4 Prototypen |
| Typ 1 Chi-He           | 1943–44  | 170          |
| Typ 2 Ho-I             | 1944–45  | 30           |
| Typ 3 Chi-Nu           | 1944–45  | 144          |
| Typ 4 Chi-To           | 1944–45  | 2 Prototypen |
| Typ 5 Chi-Ri           | 1945     | 1 Prototyp   |

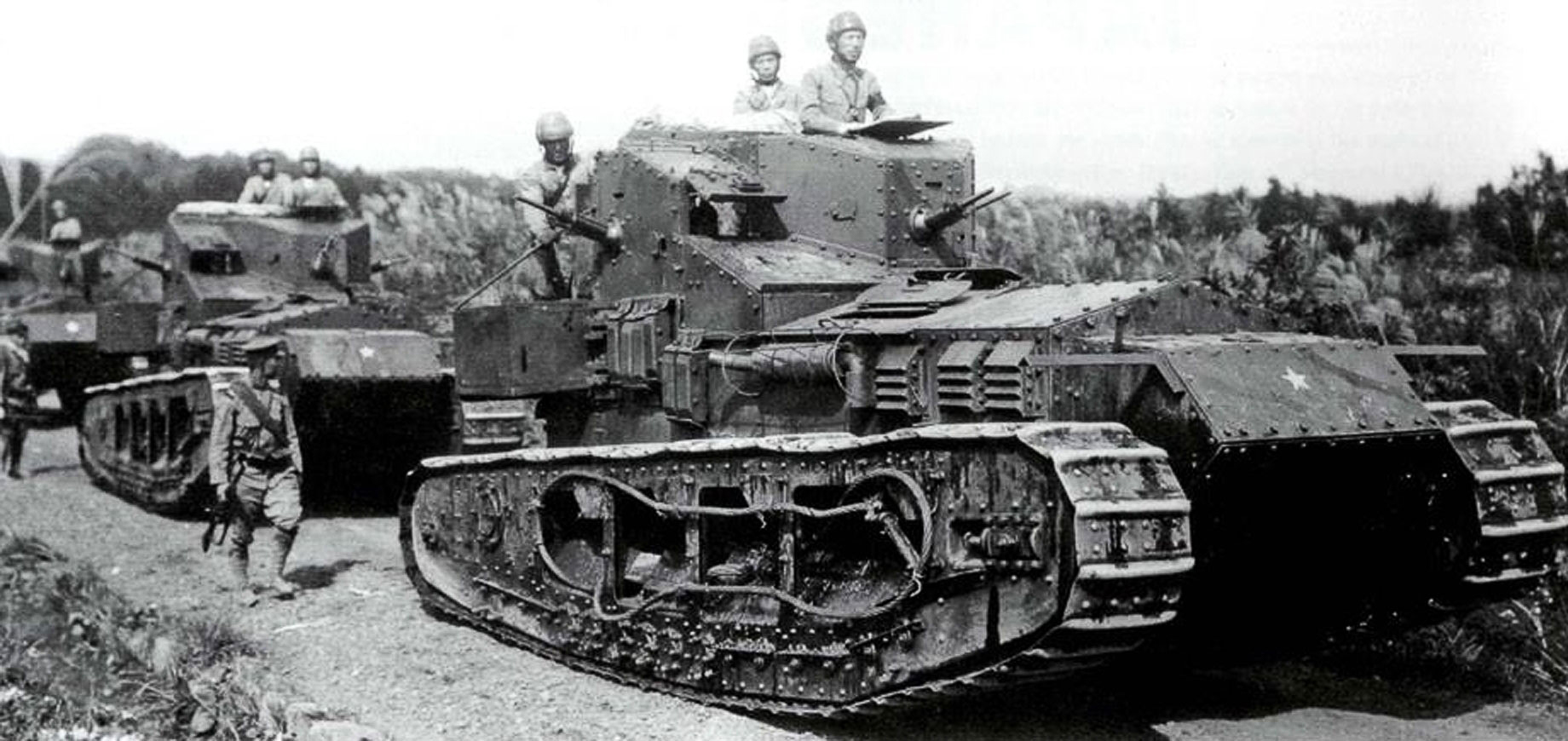
Japanischer Mark A
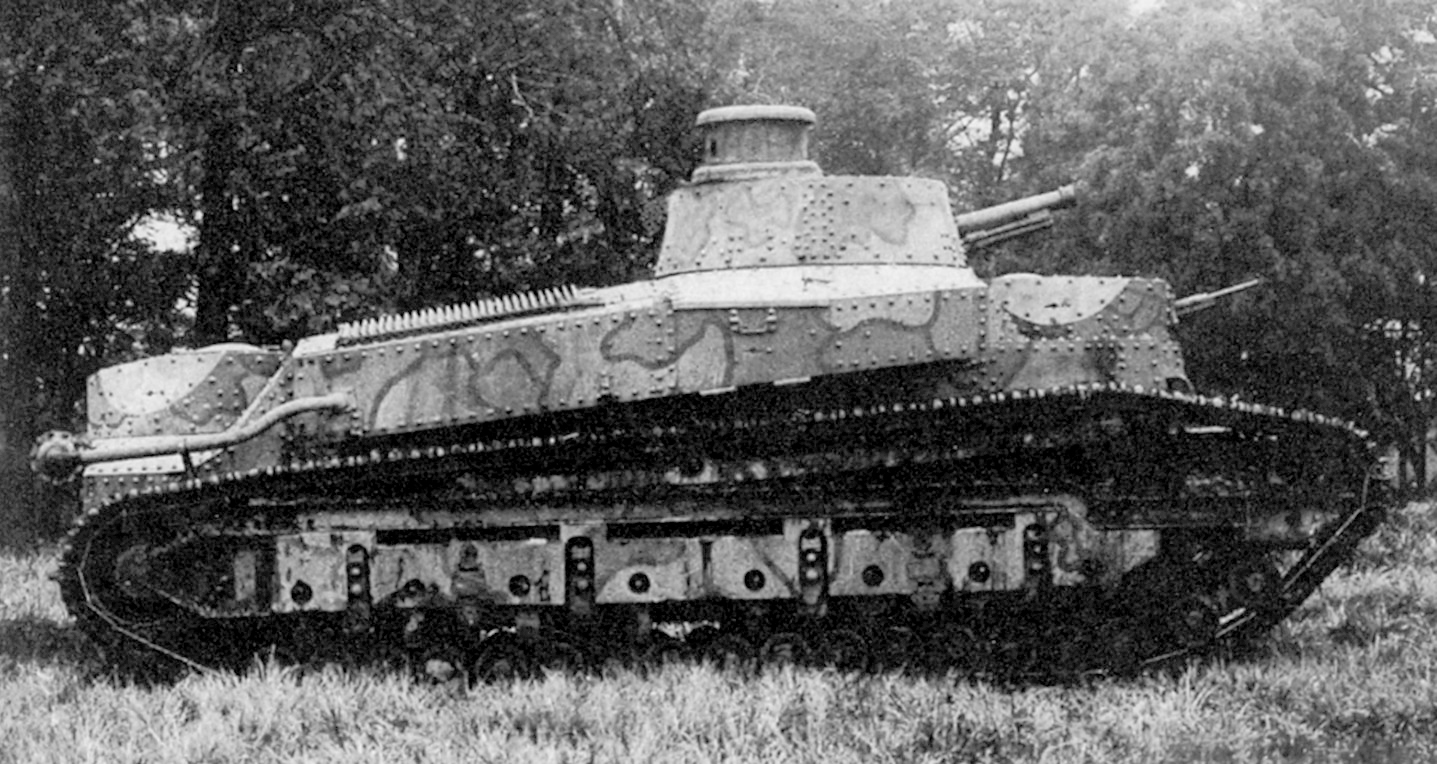
Typ 87 Chi-I (Experimentalpanzer Nr. 1)
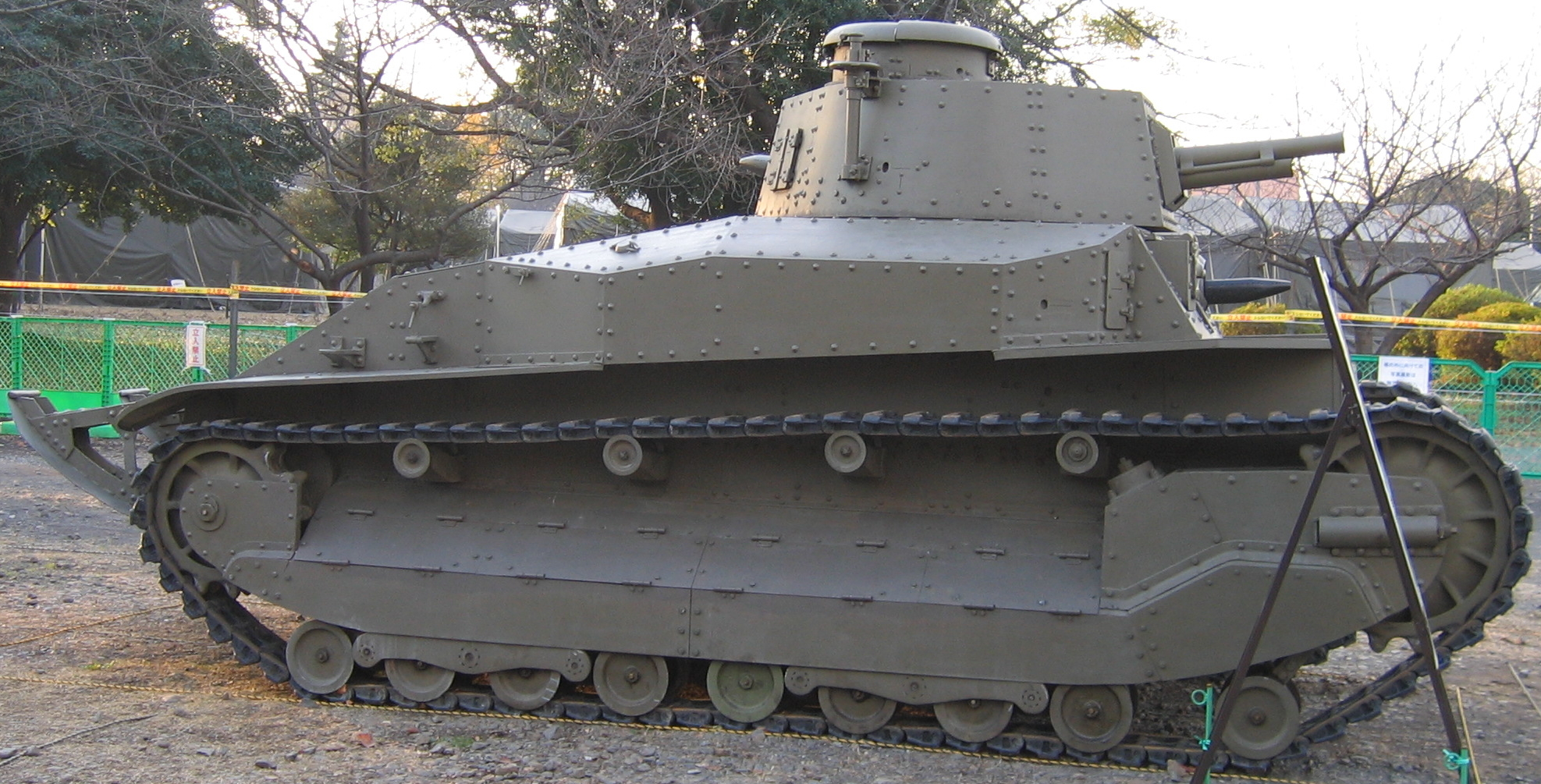
Typ 89 I-Gō
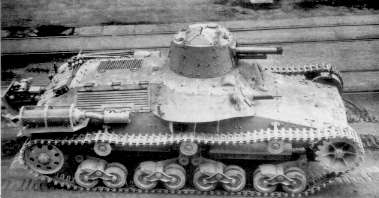
Typ 97 Chi-Ni Prototyp
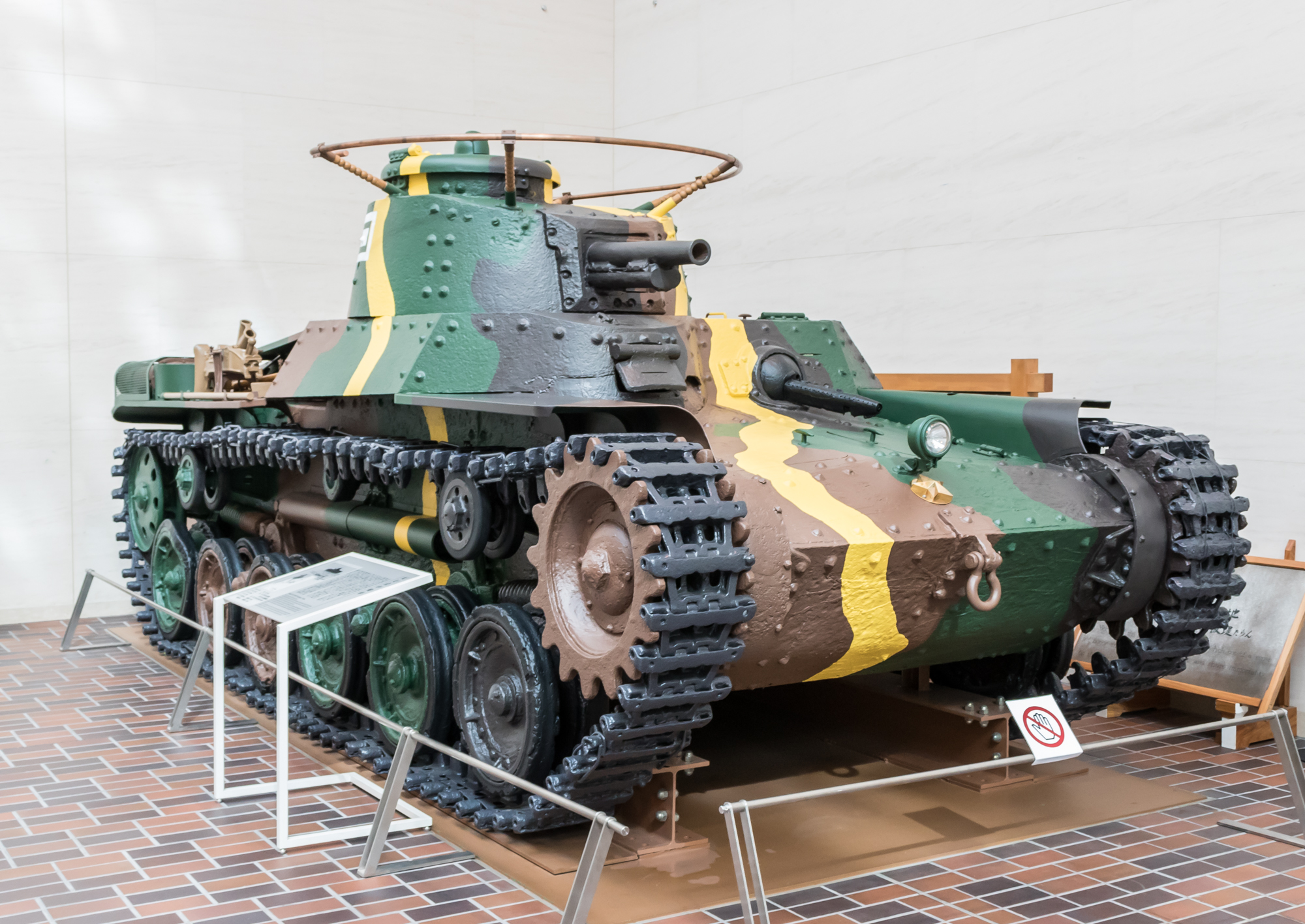
Typ 97 Chi-Ha
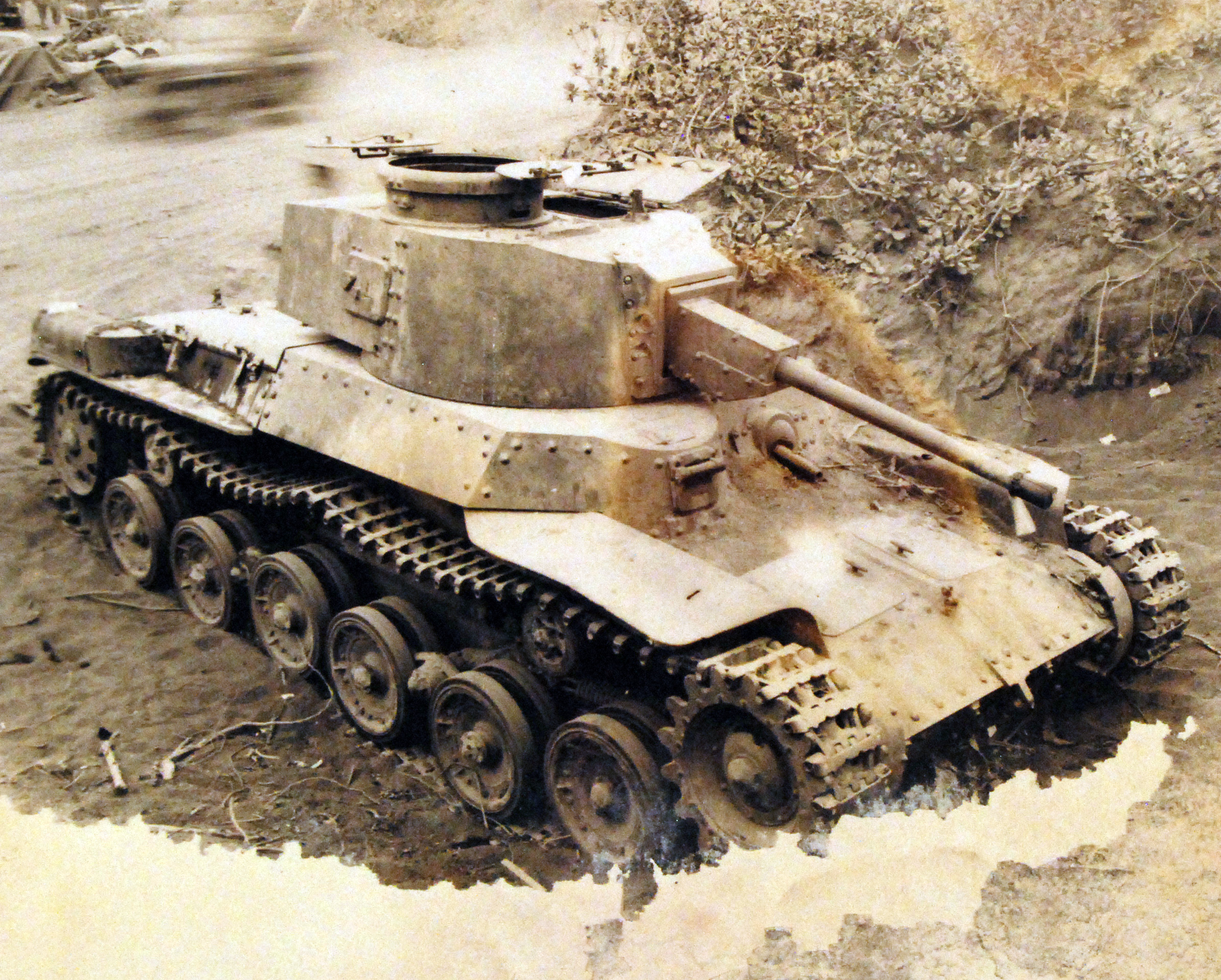
Typ 97 Shinhōtō Chi-Ha
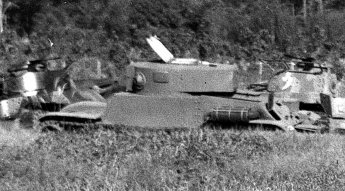
Typ 98 Chi-Ho
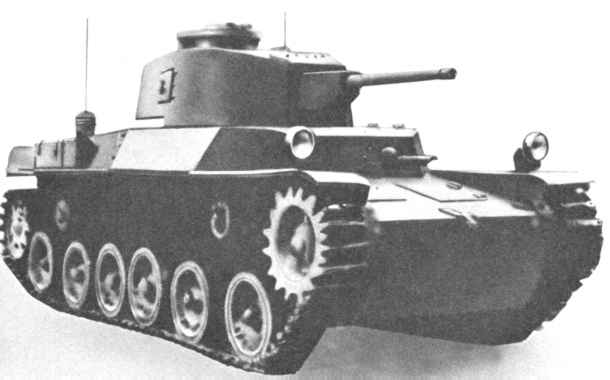
Typ 1 Chi-He
Typ 2 Ho-I
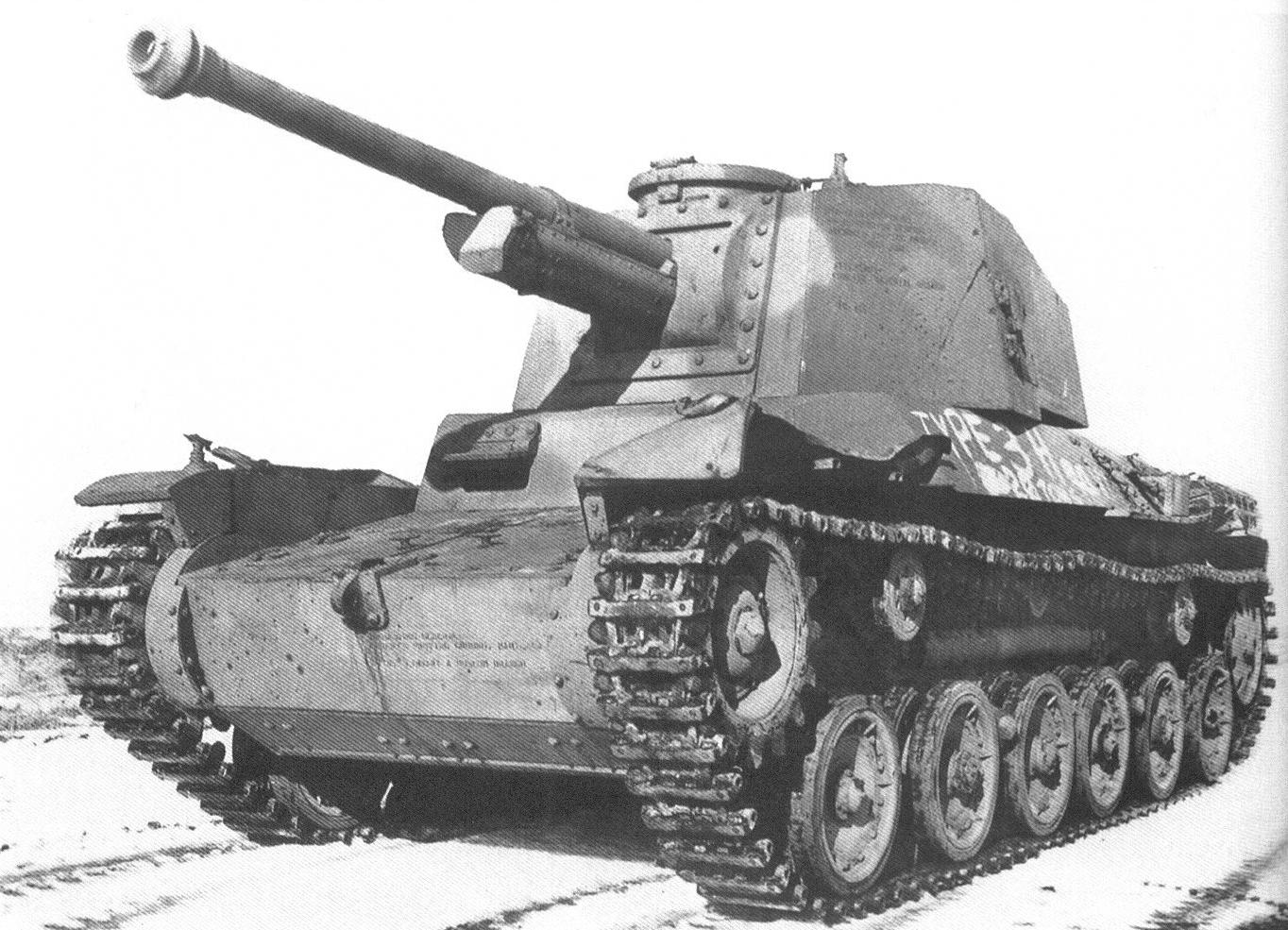
Typ 3 Chi-Nu
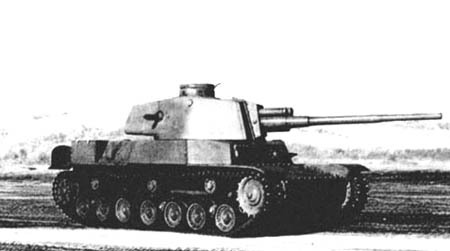
Typ 4 Chi-To
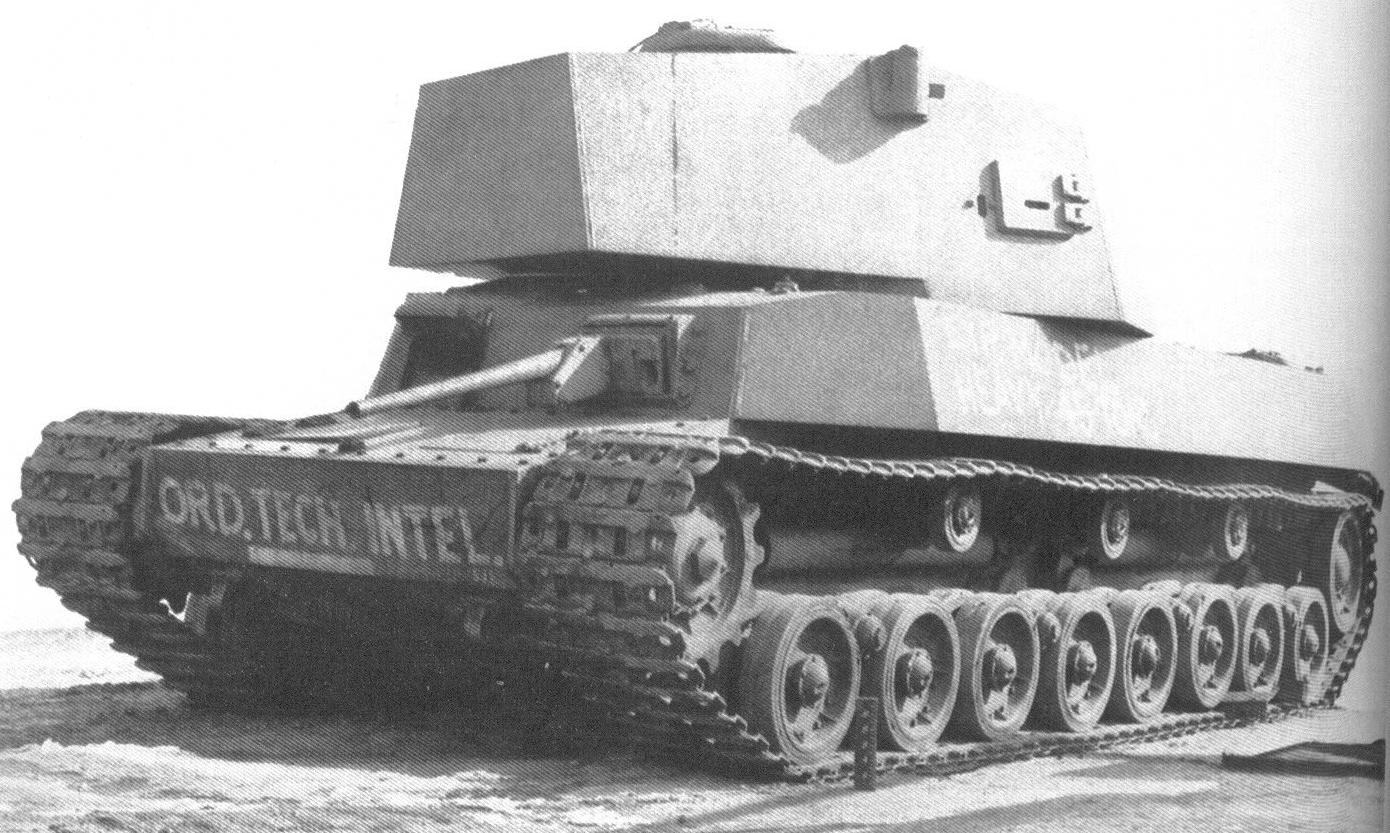
Typ 5 Chi-Ri

### Schwere Panzer
| Bezeichnung                 | Baujahre | Stückzahl                       |
| --------------------------- | -------- | ------------------------------- |
| Typ 91                      |          | 1 Prototyp                      |
| Typ 95                      |          | 4 (inkl. Umbau Typ 91 Prototyp) |
| Typ O-I Überschwerer Panzer | –        | (Projekt)                       |

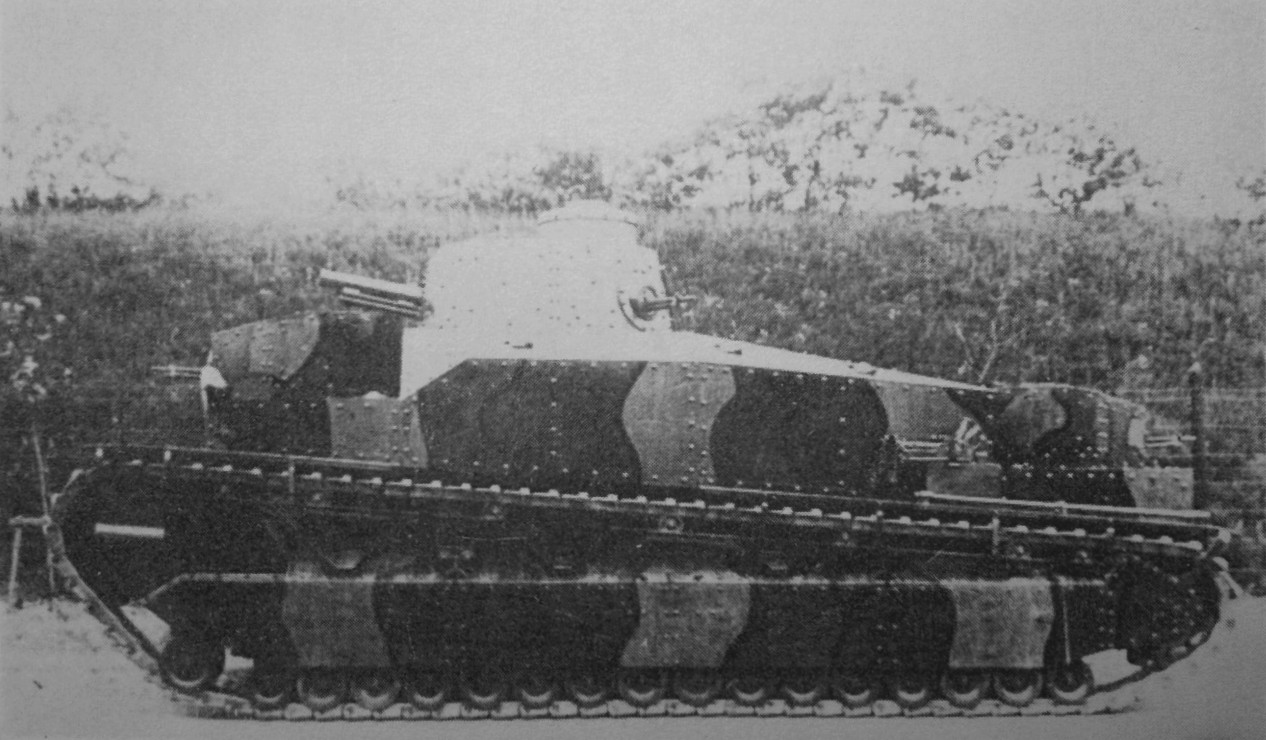
Typ 91 Schwerer Panzer
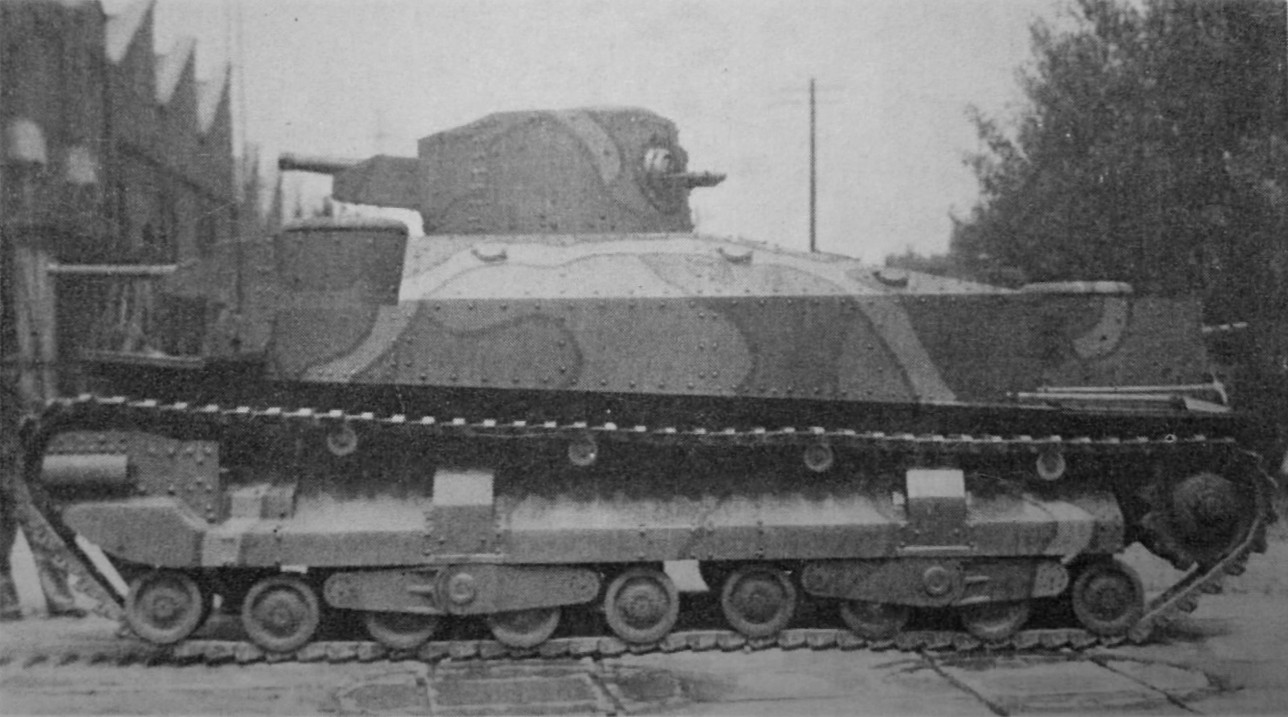
Typ 95 Schwerer Panzer
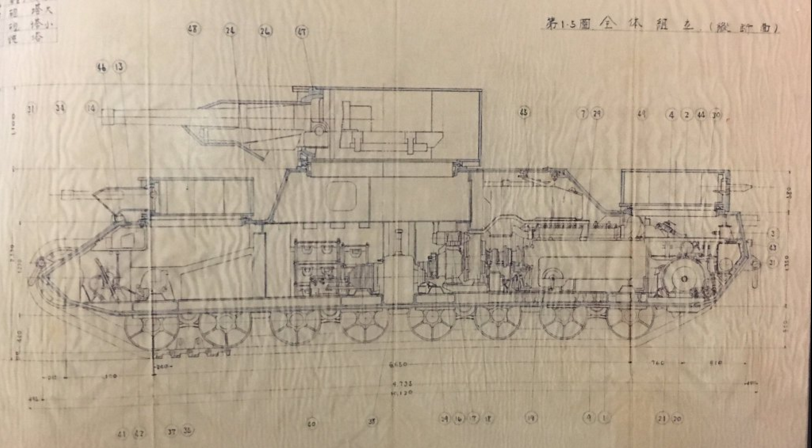
Schnittzeichnung des O-I

### Selbstfahrlafetten
| Bezeichnung                                | Baujahre | Stückzahl              | Basisfahrzeug                  |
| ------------------------------------------ | -------- | ---------------------- | ------------------------------ |
| Typ 98 Ta-Se                               | 1941–?   | 1 bis 2 Prototypen     | Leichter Panzer Typ 98 Ke-Ni   |
| Typ 98 mit 20-mm-Zwillings-Maschinenkanone | 1941–?   | 2 bis 2 Prototypen     | Leichter Panzer Typ 98 Ke-Ni   |
| Typ 1 Ho-Ni I                              | 1941–43  | 26                     | Mittlerer Panzer Typ 97 Chi-Ha |
| Typ 1 Ho-Ni II                             | 1943–?   | 112                    | Mittlerer Panzer Typ 97 Chi-Ha |
| Typ 3 Ho-Ni III                            | 1944     | 31 bis 41              | Mittlerer Panzer Typ 97 Chi-Ha |
| Typ 4 Ho-Ro                                | 1944     | 25                     | Mittlerer Panzer Typ 97 Chi-Ha |
| Typ 4 Ha-To                                | 1943–45  | 6 (inkl. 2 Prototypen) | Kettenschlepper Typ 4 Chi-So   |
| Typ 5 Na-To                                | 1945     | 2 Prototypen           | Kettenschlepper Typ 4 Chi-So   |
| Typ 4 Ho-To                                |          | 1 Prototyp             | Leichter Panzer Typ 95 Ha-Gō   |
| Typ 5 Ho-Ru Jagdpanzer                     | 1945     | 1 Prototyp             | Leichter Panzer Typ 95 Ha-Gō   |
| Typ Ho-Ri Jagdpanzer                       | –        | (Projekt)              | Mittlerer Panzer Typ 5 Chi-Ri  |
| Typ Ka-To Jagdpanzer                       | –        | (Projekt)              | Mittlerer Panzer Typ 4 Chi-To  |

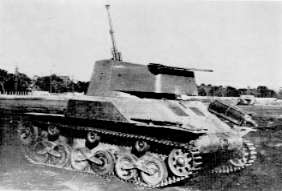
Typ 98 Ta-Se
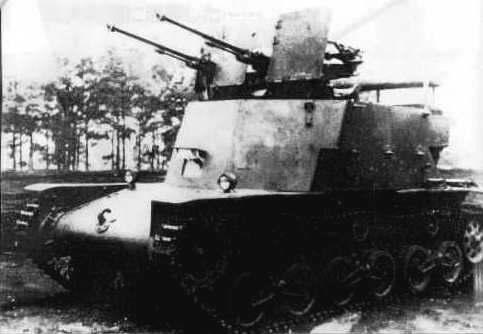
Typ 98 mit 20-mm-Zwillings-Maschinenkanone
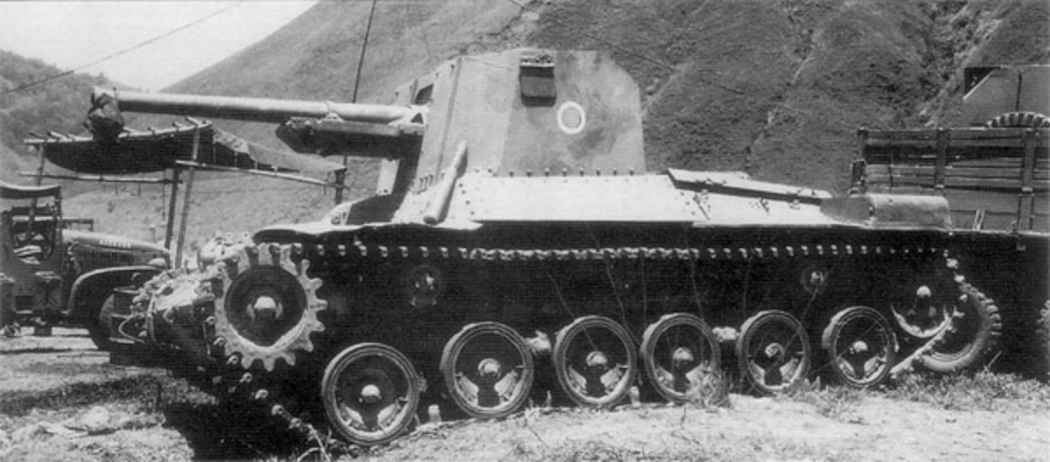
Typ 1 Ho-Ni I
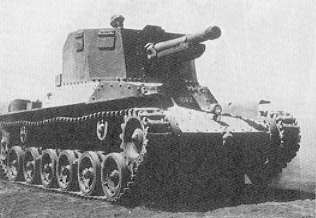
Typ 1 Ho-Ni II
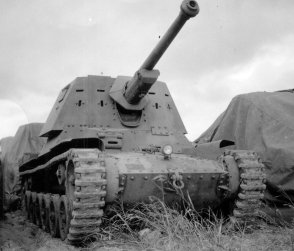
Typ 1 Ho-Ni III
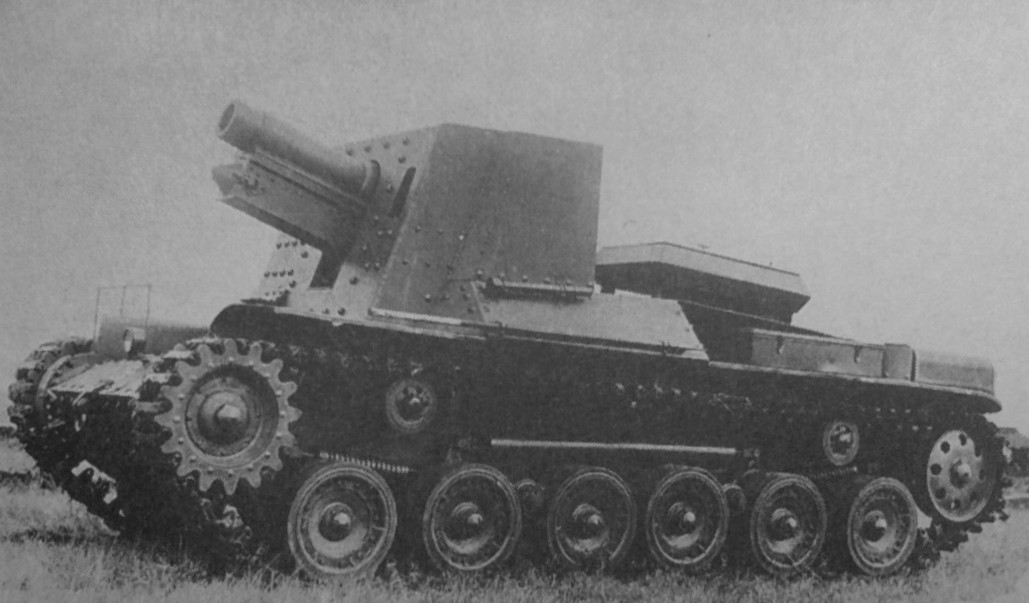
Typ 4 Ho-Ro
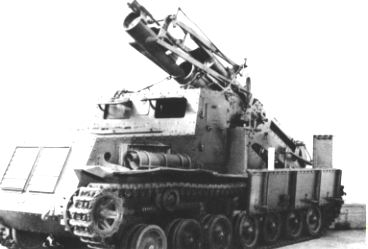
Typ 4 Ha-To
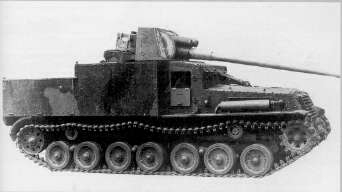
Typ 5 Na-To
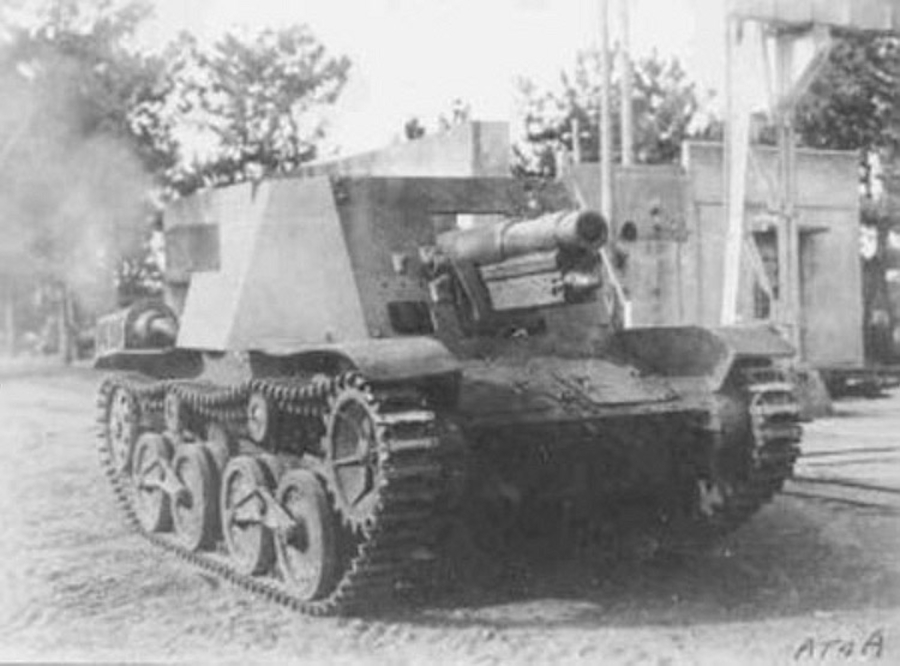
Typ 4 Ho-To

### Amphibische Panzerfahrzeuge
| Bezeichnung            | Baujahre | Stückzahl   |
| ---------------------- | -------- | ----------- |
| Amphibienpanzer SR-I   |          | Prototyp    |
| Amphibienpanzer SR-II  |          | Prototyp    |
| Amphibienpanzer SR-III |          | Prototyp    |
| Typ 1 Mi-Sha           |          | Prototyp    |
| Typ 2 Ka-Mi            | 1943–44  | 182         |
| Typ 3 Ka-Chi           | 1944     | 12          |
| Typ 4 Ka-Tsu           | 1943–?   | 49          |
| Typ 5 To-Ku            | 1945     | 1 Prototyp? |

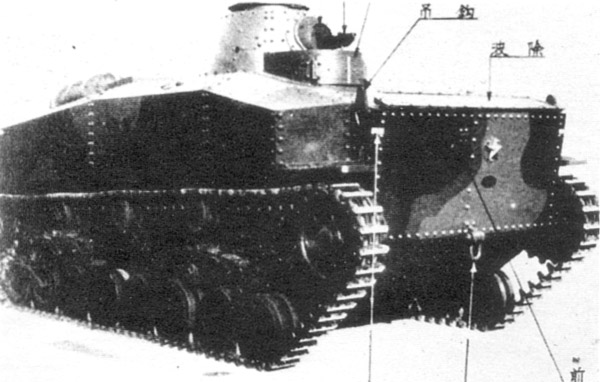
SR I-Gō
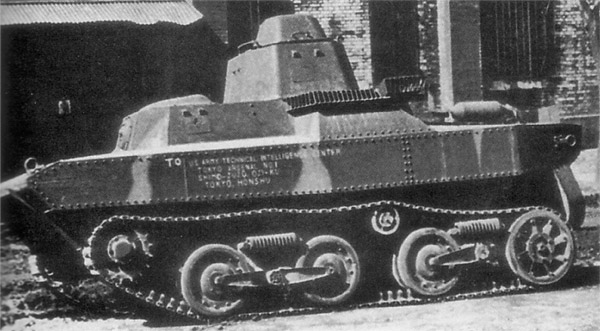
SR-II Ro-Gō
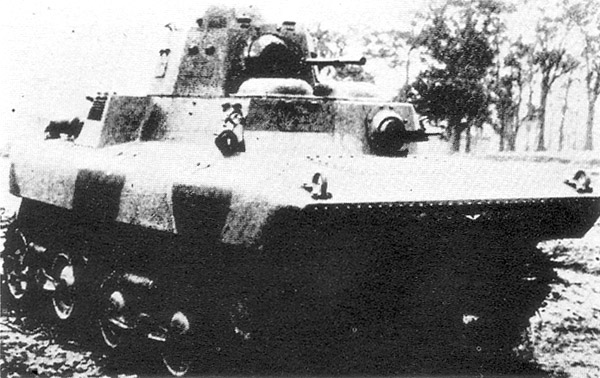
SR-III Ha-Gō
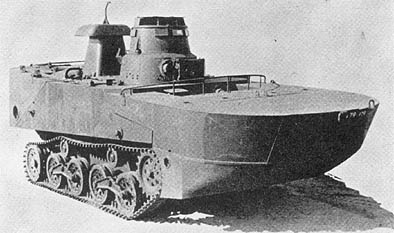
Typ 2 Ka-Mi
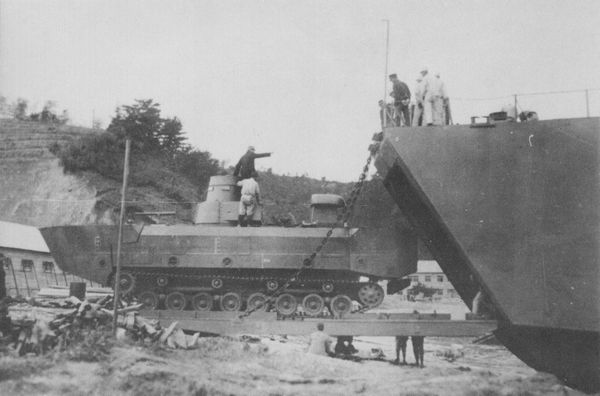
Typ 3 Ka-Chi
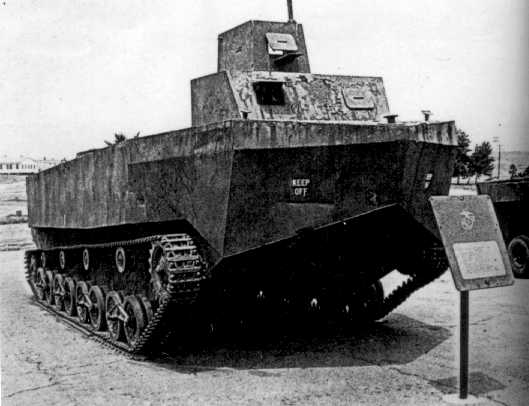
Typ 4 Ka-Tsu

### Schützenpanzer
| Bezeichnung | Baujahre | Stückzahl |
| ----------- | -------- | --------- |
| Typ 1 Ho-Ha | 1941–45  |           |
| Typ 1 Ho-Ki | 1941–45  | ca. 400   |

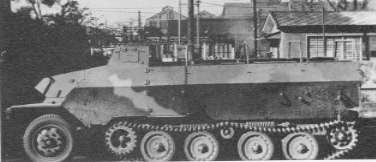
Typ 1 Ho-Ha
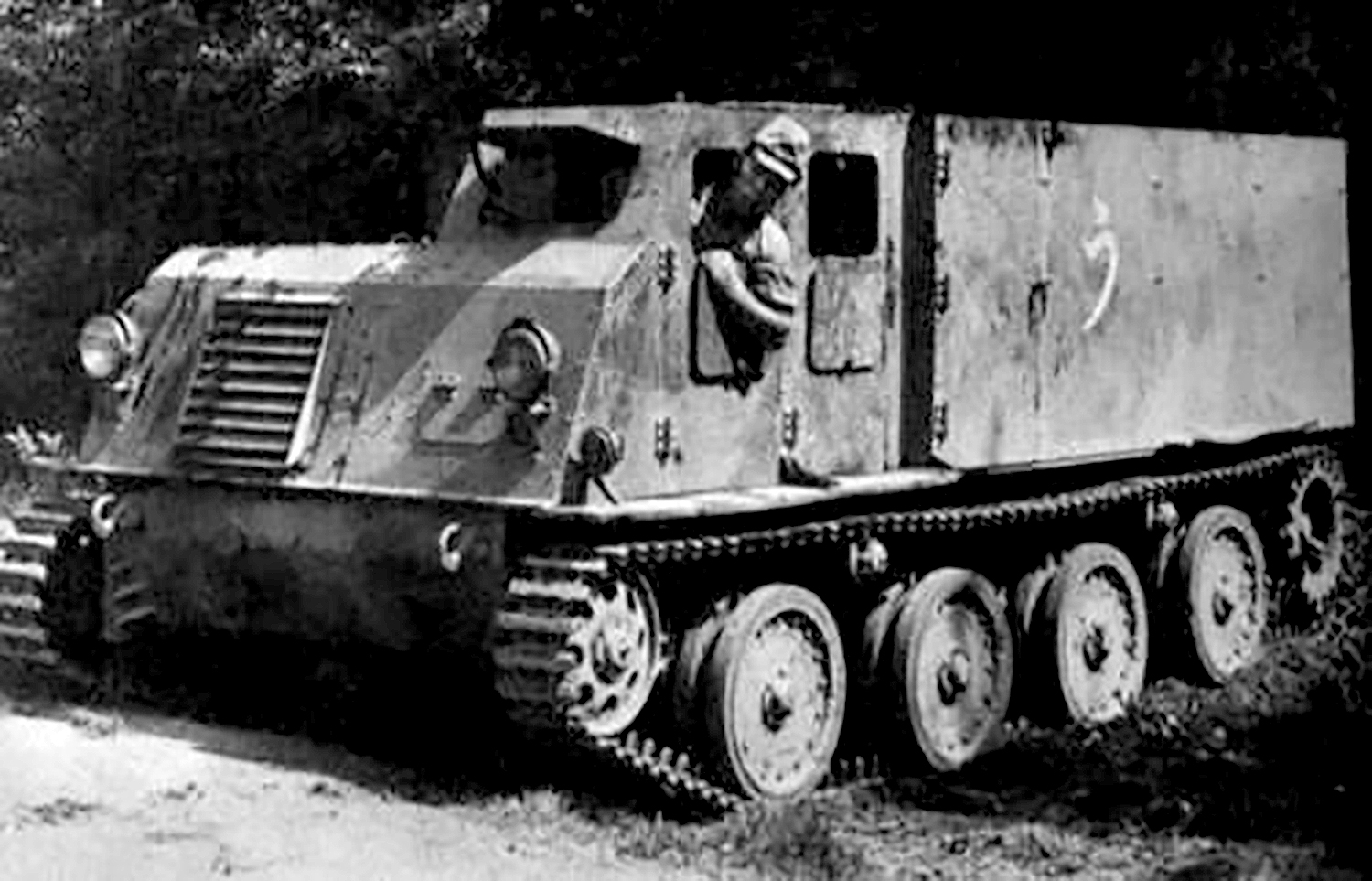
Typ 1 Ho-Ki

### Spezialpanzer
| Bezeichnung                        | Baujahre  | Stückzahl | Basisfahrzeug                  |
| ---------------------------------- | --------- | --------- | ------------------------------ |
| Typ 94 Giftgas-Werfer              |           |           | Tankette Typ 94 TK             |
| Typ 94 Desinfektionsfahrzeug       |           |           | Tankette Typ 94 TK             |
| Typ 97 Kabelleger                  |           |           | Tankette Typ 94 TK             |
| Typ 97 Mastsetzer                  |           |           | Tankette Typ 94 TK             |
| Typ 97 Giftgas-Werfer              |           |           | Tankette Typ 97 Te-Ke          |
| Typ 97 Desinfektionsfahrzeug       |           |           | Tankette Typ 97 Te-Ke          |
| Typ 98 So-Da Gepanzerter Wagen     |           |           | Tankette Typ 97 Te-Ke          |
| Typ 100 Te-Re Beobachtungspanzer   |           | 150       | Tankette Typ 97 Te-Ke          |
| Panzerbefehlswagen Shi-Ki          |           |           | Mittlerer Panzer Typ 97 Chi-Ha |
| Bergepanzer Se-Ri                  |           | 3         | Mittlerer Panzer Typ 97 Chi-Ha |
| Hochspannungs-Dynamofahrzeug Ka-Ha |           | 4         | Mittlerer Panzer Typ 97 Chi-Ha |
| Typ 95 So-Ki Schienen-Panzerwagen  |           | 121       |                                |
| Typ 95 Ri-Ki Kranfahrzeug          | 1935      |           |                                |
| Pionierpanzer Sōkō Sagyō Ki        | 1931–1940 | 119       |                                |
| Kugelpanzer                        | ?         | mind. 1   |                                |
| Sumpffahrzeug FB                   | 1935–1945 | 146       |                                |
| Sumpf-Aufklärungsfahrzeug TB       | 1942      | 53        |                                |

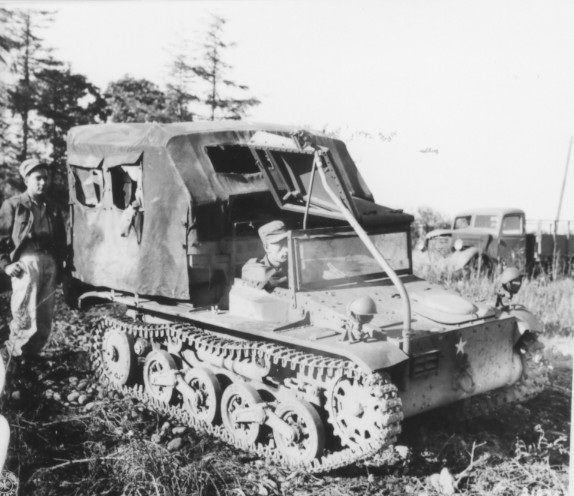
Typ 97 Kabelleger
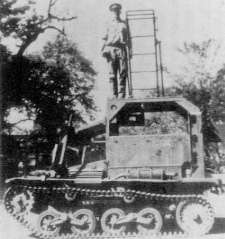
Typ 97 Mastsetzer
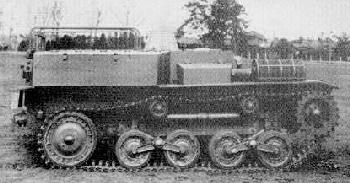
Typ 98 So-Da
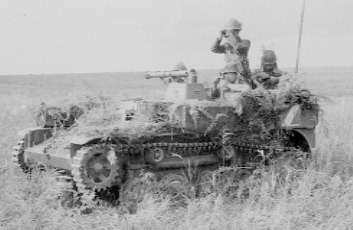
Typ 100 Te-Re
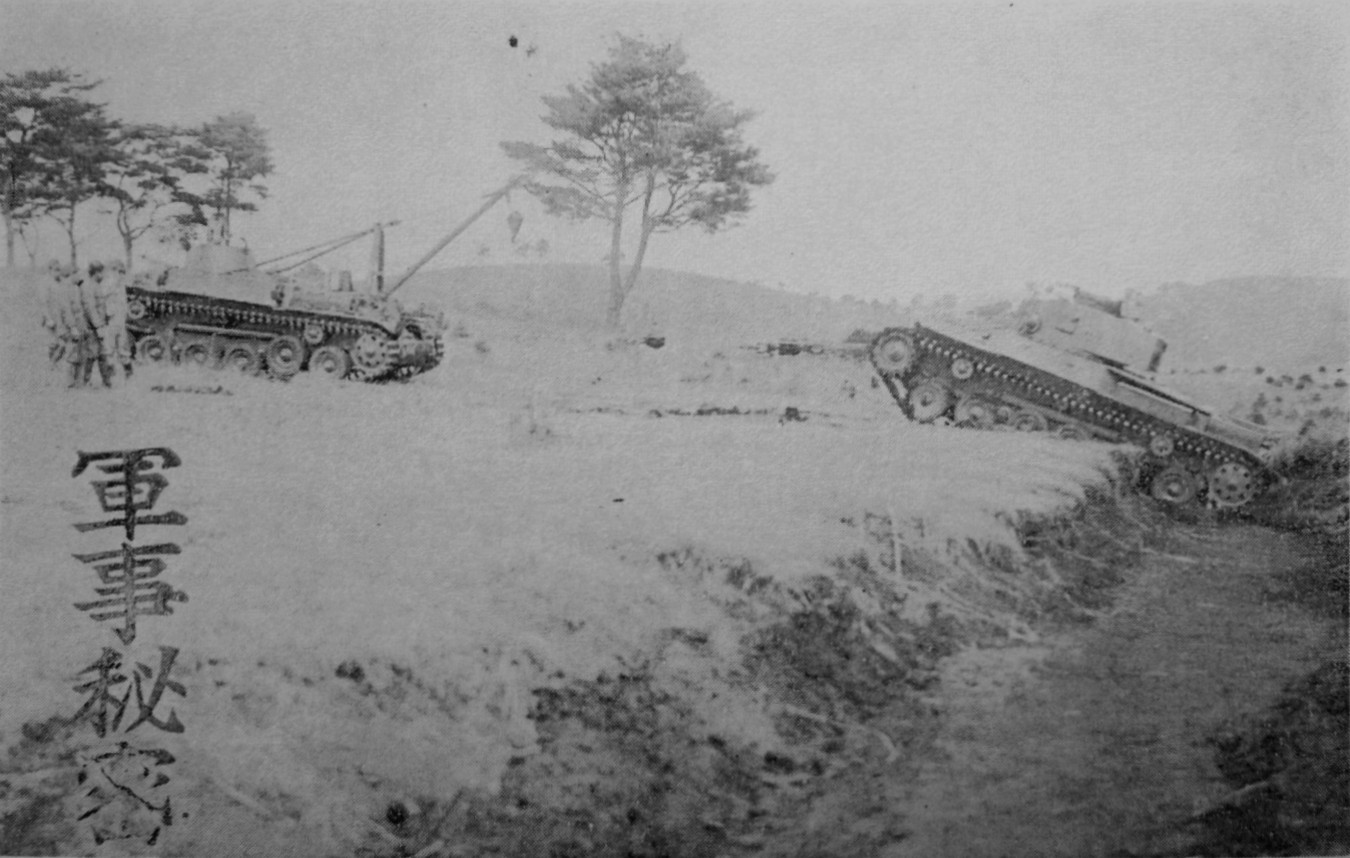
Bergepanzer Se-Ri (links) bei Erprobungen
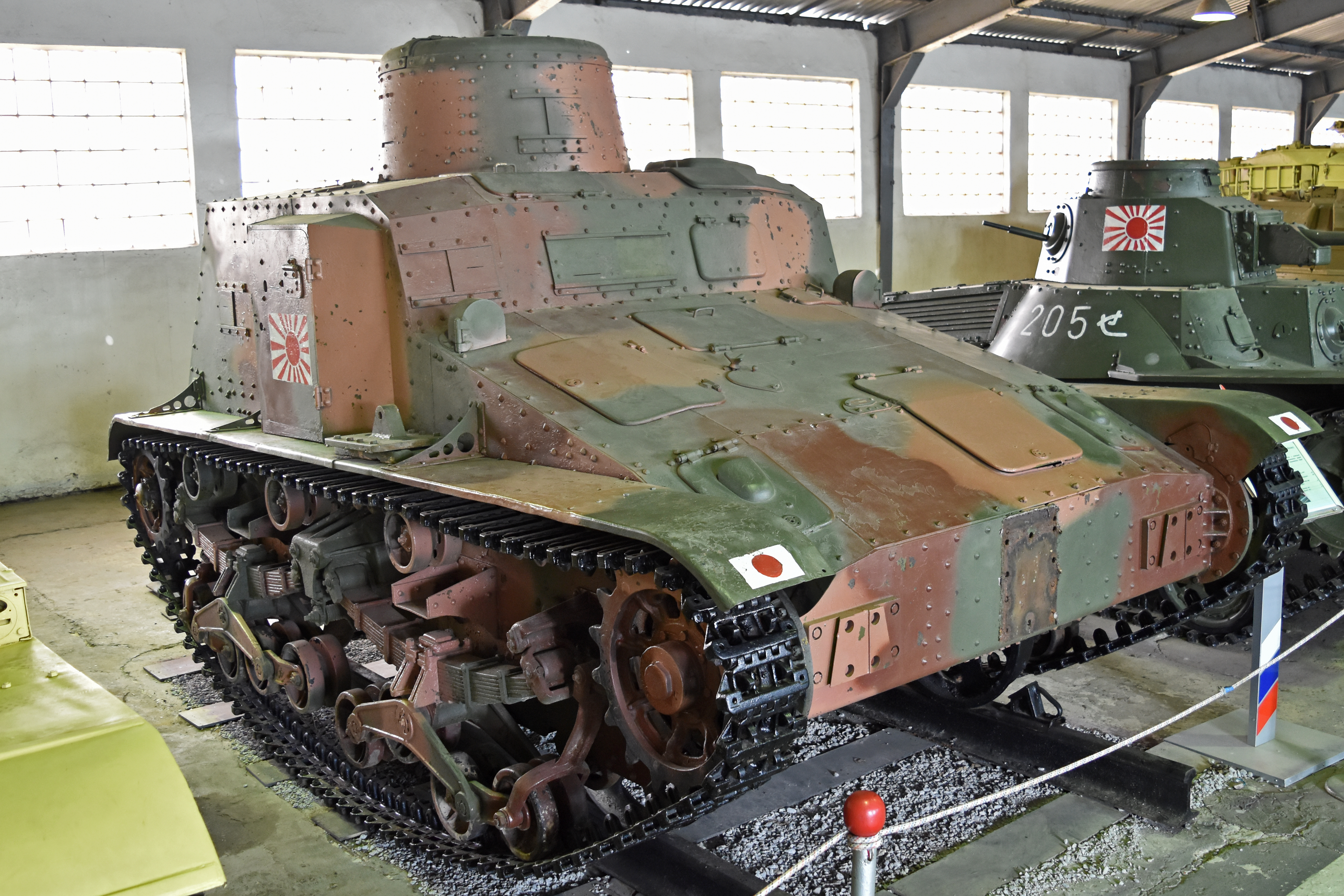
Typ 95 So-Ki Schienen-Panzerwagen
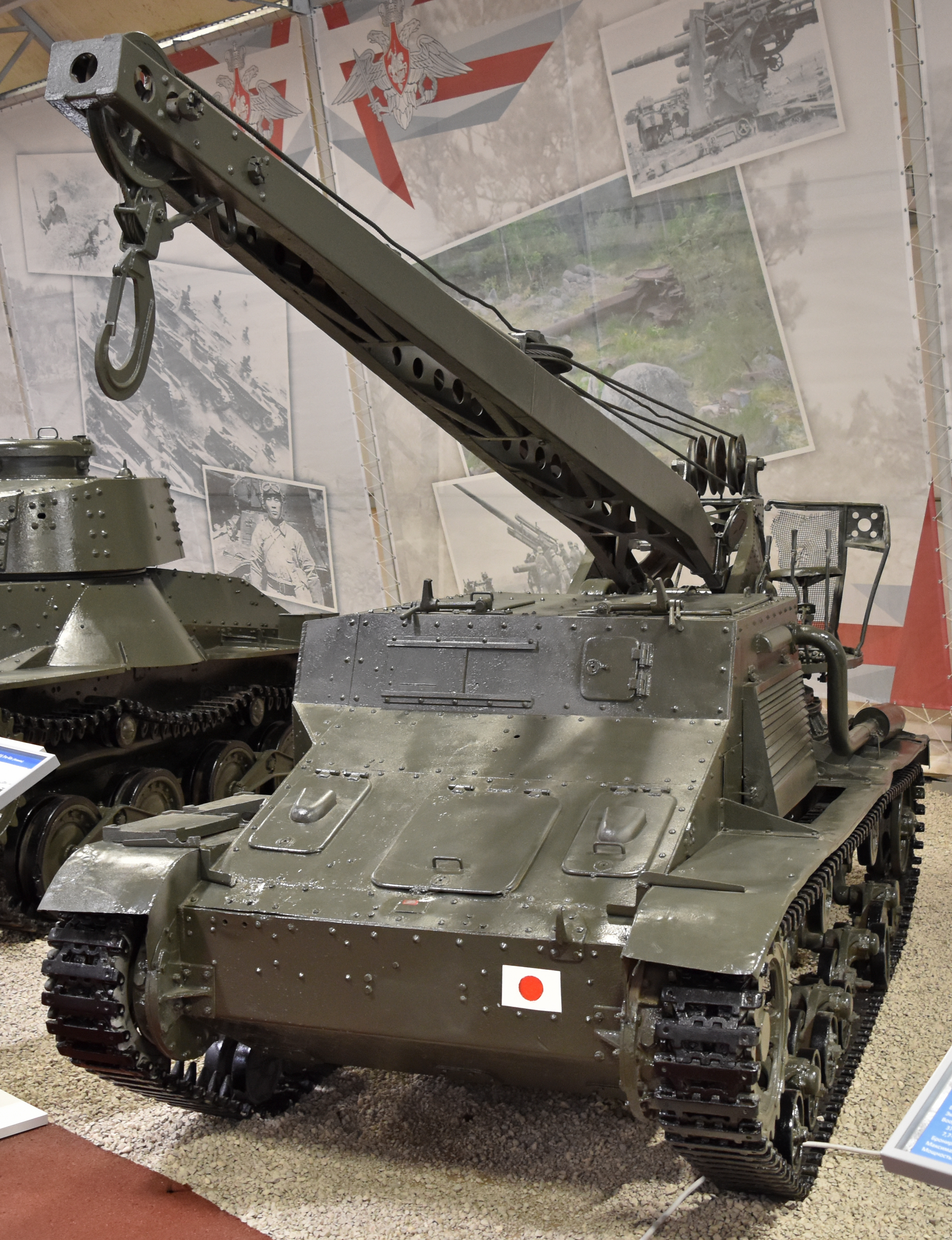
Typ 95 Ri-Ki Kranfahrzeug
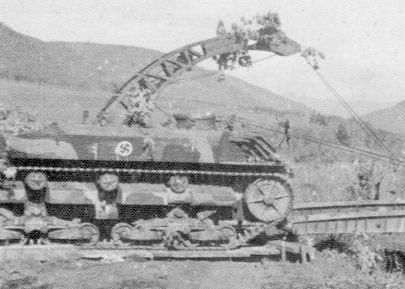
Pionierpanzer Sōkō Sagyō Ki
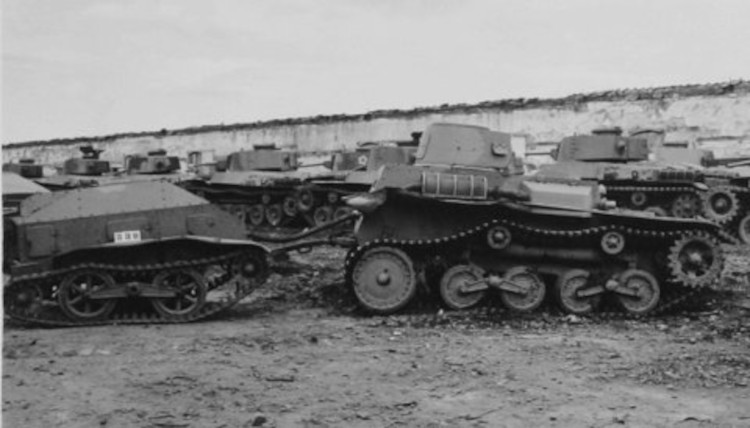
Typ 97 Giftgas-Werfer
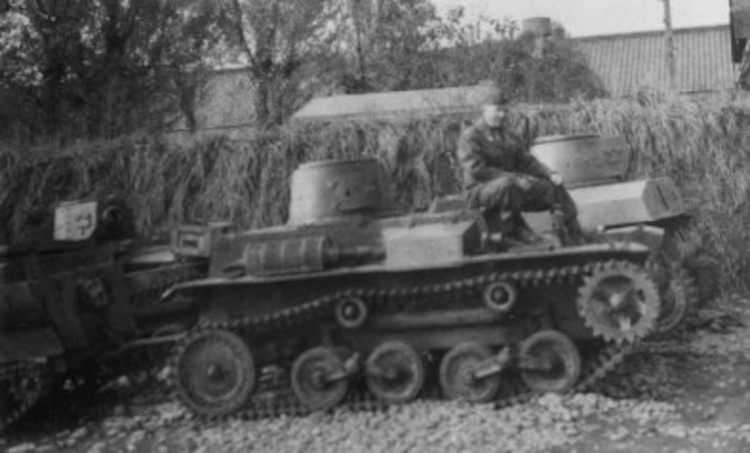
Typ 97 Desinfektionsfahrzeug
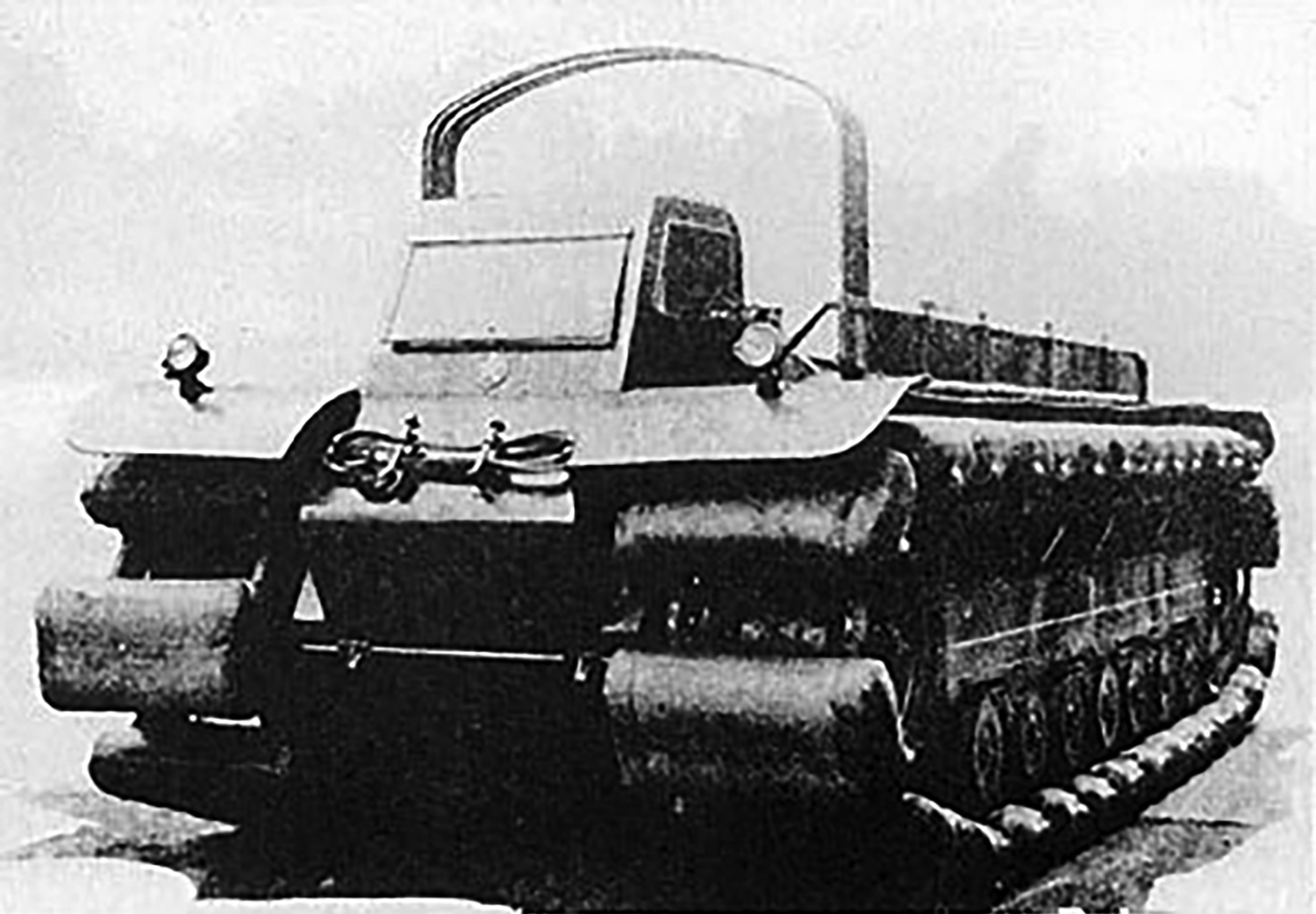
Sumpffahrzeug FB
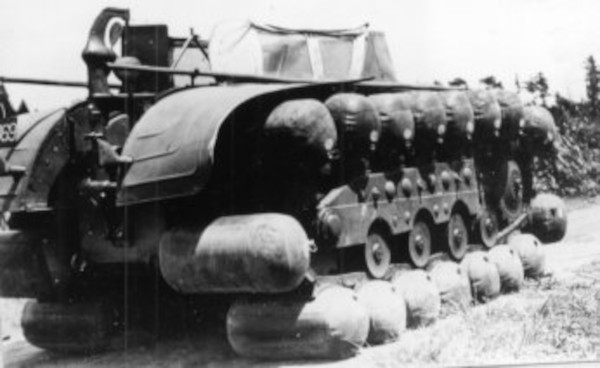
Sumpf-Aufklärungsfahrzeug TB

## Ungepanzerte Fahrzeuge

### Personenkraftwagen
| Bezeichnung                                    | Baujahre    | Stückzahl    |
| ---------------------------------------------- | ----------- | ------------ |
| Mitsubishi PX-33                               | 1934–36     | 4 Prototypen |
| Kleiner Pkw Ho-Ya                              | 1934        | 50           |
| Typ 95 Daruma (Geländewagen)                   | 1935–?      | 4.755        |
| Typ 98 Pkw                                     | 1938–?      | 270 bis 280  |
| Typ 4 Kleiner Lkw (Toyota AK10) (Geländewagen) | 1944        | Prototypen   |
| Toyota AA/AB/ABR                               | 1936–43     |              |
| Nissan 70                                      | 1938–43     |              |
| Toyota AC                                      | 1943–44     |              |
| Mercedes-Benz G5                               | Ende 1930er | 1            |
| Tempo G 1200                                   | Ende 1930er | 1            |

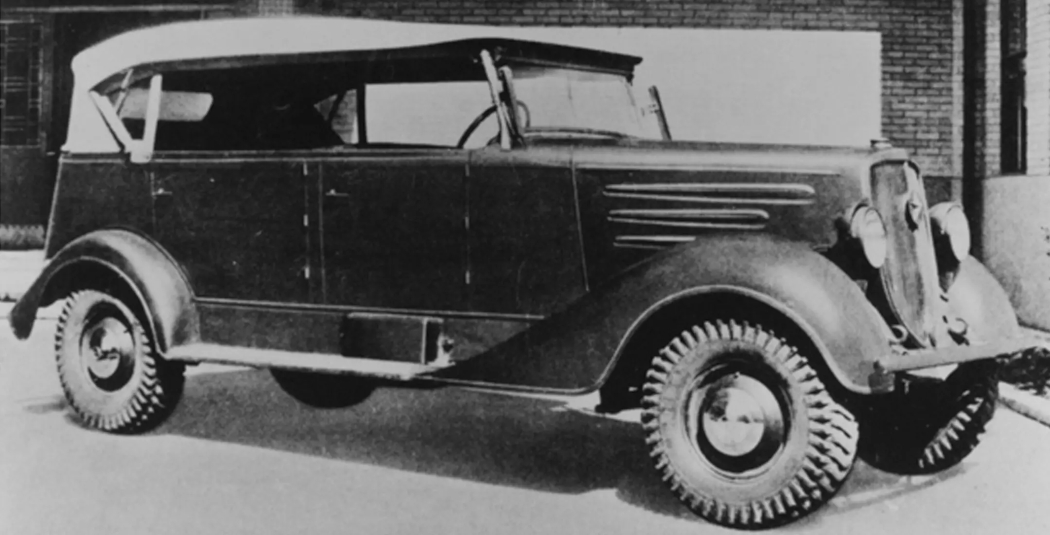
Mitsubishi PX-33
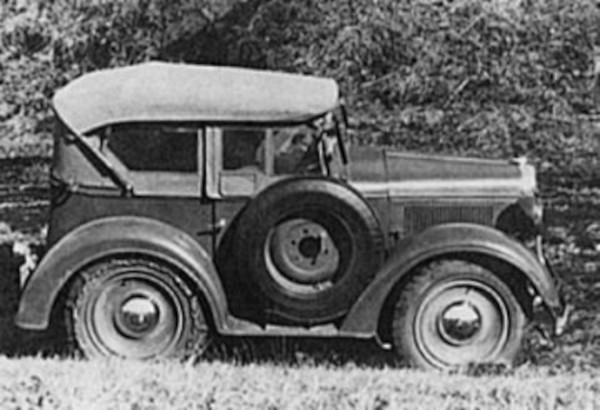
Kleiner Pkw Ho-Ya
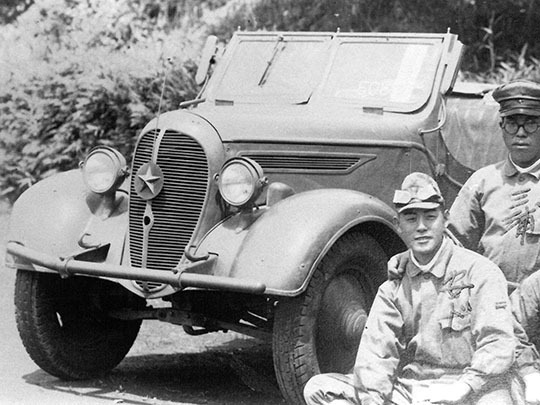
Typ 95 Daruma
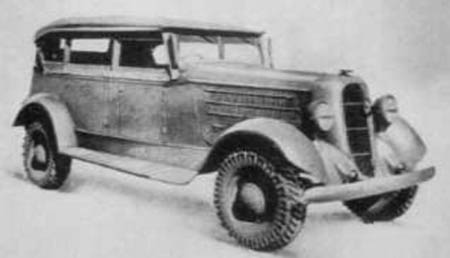
Typ 98 Pkw
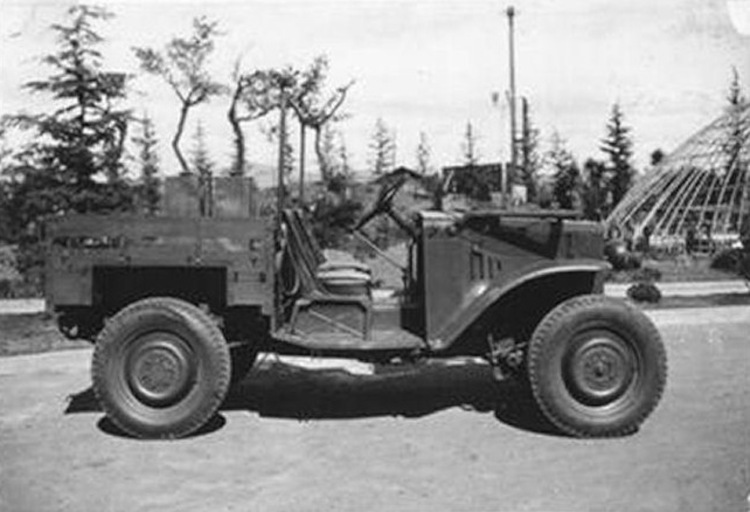
Typ 4 Kleiner Lkw (Toyota AK10)

### Lastkraftwagen
| Bezeichnung                         | Baujahre | Stückzahl |
| ----------------------------------- | -------- | --------- |
| Typ 94 6-Rad-Lkw                    | 1934–45  | ca. 5.000 |
| Typ 95 Kleinst-Lkw (Pick-up)        | 1937–?   |           |
| Isuzu TX40 (Typ 97 4-Rad-Lkw)       | 1937–?   |           |
| Typ 1 6-Rad-Lkw                     | 1941–?   |           |
| Toyota KB (Typ 1 4-Rad-Lkw)         | 1942–44  | 21.130    |
| Toyota KC (Typ 1 4-Rad-Lkw)         | 1943–45  |           |
| Typ 2 Großer Lkw                    | 1942     |           |
| Toyota KCY (Amphibischer-Lkw Su-Ki) | 1943–44  | 198       |
| Nissan 80                           |          |           |
| Nissan 180                          |          |           |

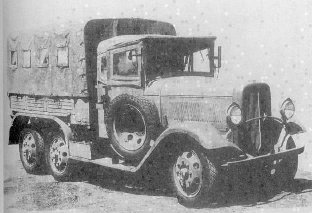
Typ 94 6-Rad-Lkw
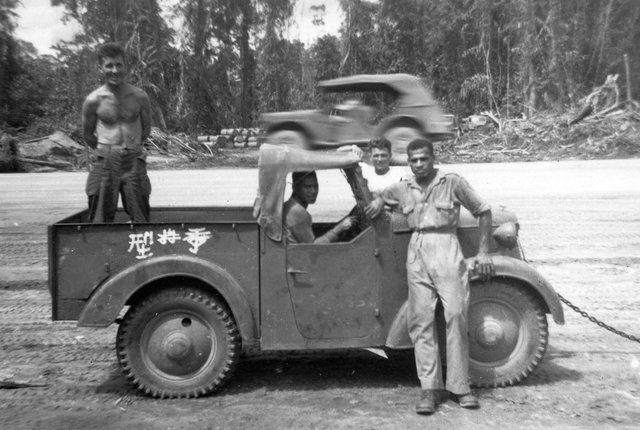
Typ 95 Kleinst-Lkw (Pick-up)
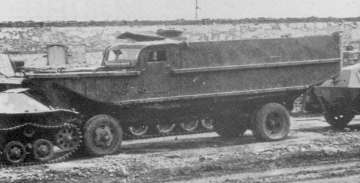
Amphibischer-Lkw Su-Ki

### Halbkettenfahrzeuge
| Bezeichnung                     | Baujahre    | Stückzahl  |
| ------------------------------- | ----------- | ---------- |
| Amphibisches Halbkettenfahrzeug | Ende 1920er | Prototypen |
| Typ 98 Ko-Hi                    | 1938–?      |            |

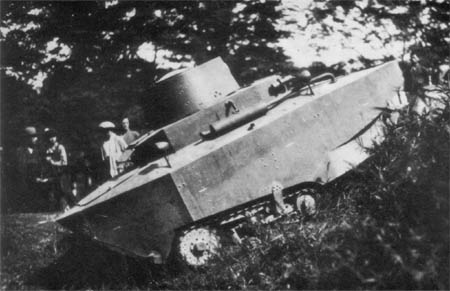
Amphibisches Halbkettenfahrzeug
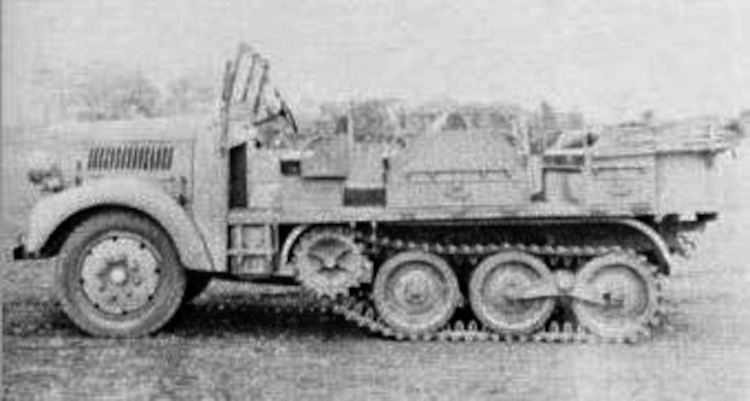
Typ 98 Ko-Hi (kurze Version)

### Kettenfahrzeuge
| Bezeichnung   | Baujahre | Stückzahl |
| ------------- | -------- | --------- |
| Typ 92 I-Ke   |          | 422       |
| Typ 92 Ni-Ku  |          | 1.657     |
| Typ 94 Yo-Ke  |          | 133       |
| Typ 95 Ho-Fu  |          | 373       |
| Typ 98 Ro-Ke  |          | 1.983     |
| Typ 98 Shi-Ke |          | 781       |
| Typ 4 Chi-So  |          |           |

### Motorräder
| Bezeichnung                  | Baujahre | Stückzahl |
| ---------------------------- | -------- | --------- |
| Typ 95 Motorrad              | 1935–37  |           |
| Typ 97 Rikuo (Motorrad)      | 1937–?   |           |
| Kurogane Trike (Typ 1 Trike) | 1941–?   |           |

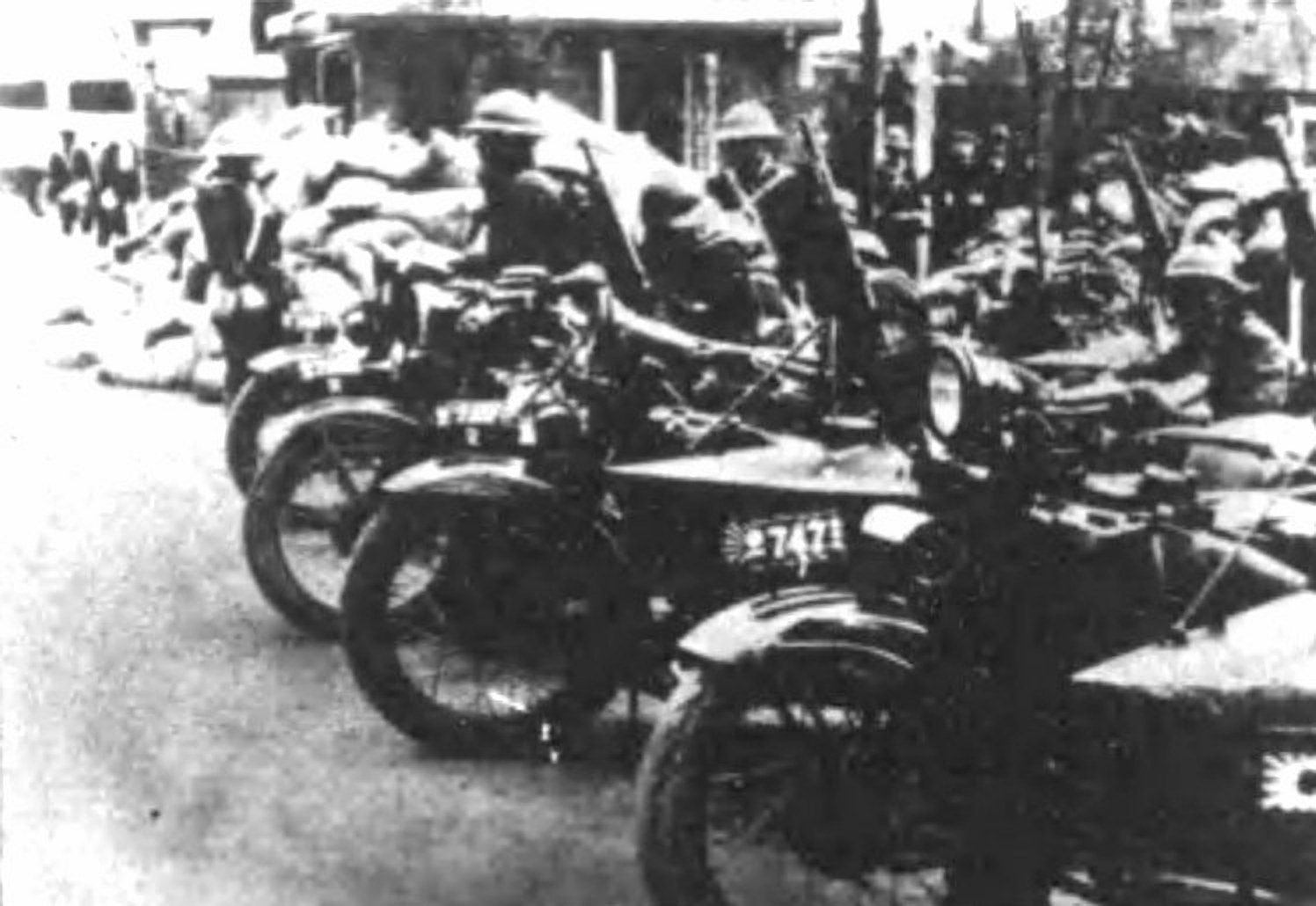
Japanische Militärmotorräder (1932)